# ラスベガス・レイダース
ラスベガス・レイダース（英語: Las Vegas Raiders、略称: LV）は、アメリカ合衆国ネバダ州ラスベガス都市圏のパラダイスに本拠地をおくNFLチーム。AFC西地区に所属している。ホームスタジアムはアレジアント・スタジアムで、本社は同じネバダ州のヘンダーソンに位置している。

## 概要
1960年1月30日、AFLの誕生とともに、カリフォルニア州オークランドを本拠地とするオークランド・レイダース（Oakland Raiders）として設立された。その後、1970年のAFLとNFLの合併時に、NFLに加盟し、以降はAFC西地区に所属している。1982年から1994年まで、本拠地をロサンゼルスに移し、ロサンゼルス・レイダース（Los Angeles Raiders）に改名するも、1995年より、再びオークランドを本拠地としていた。オークランド・アラメダ・カウンティ・コロシアムの老朽化から移転が課題となっていたが、2017年3月のオーナー投票で、ネバダ州ラスベガスへの移転が可決され、2020年1月22日にラスベガス都市圏のアレジアント・スタジアムを本拠地としている。
チーム創設後の3年間（1960年から1962年）は、弱いチーム状況、財政難、観客動員数の減少に悩まされていたが、1963年にのちにオーナーとなるアル・デービスがヘッドコーチに就任したことで、チーム状況は大きく改善された。1967年、チームは初めてポストシーズンに進出し、初のAFLチャンピオンシップを獲得した。第2回スーパーボウルでは、グリーンベイ・パッカーズに破れている。それ以降、チームは地区優勝15回（AFL3回、NFL12回）、AFCチャンピオンシップ4回（1976、1980、1983、2002）、AFLチャンピオンシップ1回（1967）、そして第11回（1976）、第15回（1980）、第18回（1983）と3度のスーパーボウル制覇を果たしている。
アル・デービスは、1972年からオーナーとしてチームを所有しており、2011年に亡くなった後は、息子のマーク・デービスと未亡人のキャロル・デービスが共同で経営権を維持している。レイダースは、幅広いファン層と独特のチーム文化で知られている。

## 歴史

### AFL
1960年1月、オークランドのフランチャイズ獲得後にオークランド・レイダースとして創立された、AFL設立時のチームの一つである。レイダースは、エクスパンション・フランチャイズを獲得してAFLのフランチャイズを放棄したミネソタ（NFLのミネソタ・バイキングズとなった）に替わって、新リーグ8番目のフランチャイズとなった。
チーム創立当時のオークランドは、プロフットボールの本拠に適した地とは言えなかった。地元にチームを求める声はなく、オーナーシップ・グループも形成されておらず、プロフットボールの試合を開催できるスタジアムも存在しなかった上に（近隣では、バークレーとサンフランシスコにスタジアムが所在）、サンフランシスコ湾エリアではすでにサンフランシスコ・49ersが人気を集めていた。しかし、ロサンゼルス・チャージャーズ（のちにサンディエゴへ移転後、現在は再びロサンゼルス）のオーナーであるバロン・ヒルトンが、西海岸にもう一つチームが設立されなければチャージャーズのフランチャイズを放棄すると宣言したため、AFLのオーナー陣は、西海岸第2のチームの本拠地としてオークランドを選択した。このときヒルトンは、アトランタからの誘致を拒否している。
フランチャイズを獲得したオークランドの市民代表メンバーは、この新しいチームへの投資意欲を持つ実業家を募る。このチームの経営体として、リミテッド・パートナーシップが設立された。地元の不動産開発業者であるマネジメント・ジェネラル・パートナー、チェット・ソーダを筆頭に、ジェネラル・パートナーとしてハーベイ・ビンズ、ドン・ブレッシング、チャールズ・ハーネイ、エド・マクガー、ロバート・オズボーン、ウェイン・バリーが名を連ね、この他に多数のリミテッド・パートナー（有限責任構成員）が出資した。地方紙によりチーム名募集のコンテストが開催され、オークランド・セニョールズが選出されたが、これは地元のジョークの種になり、数週間後、オーナー陣はチーム名をコンテスト第3位の「レイダース」に変更した。当初のチームカラーは、黒、金、白の3色であった。お馴染みの、ヘルメットを被った海賊（または "簒奪者"）のエンブレムは、俳優ランドルフ・スコットの演出によるものと伝えられる。
バークリーのカリフォルニア・メモリアル・スタジアムをホーム・ゲーム時に使用することをカリフォルニア大学に拒否されたため、サンフランシスコのキーザー・スタジアムをホームとすることになった。レイダースの最初のレギュラー・シーズンのホーム・ゲームは、1960年9月11日に開催され、レイダースはヒューストン・オイラーズ（現テネシー・タイタンズ）に 22対37 で敗れた。最初のシーズンの成績は6勝8敗で、チームは50万ドルの損失を計上した。1961年1月17日にソーダがフランチャイズのパートナーを辞め、エド・マクガー、ウェイン・バリー、ロバート・オズボーンの3名が他のパートナーからレイダースのオーナーシップを買い上げた。この年、レイダースはキャンドルスティック・パークに移り、2勝12敗でシーズンを終了。シーズン全体での観客動員数は、約5万人だった。バリーは、オークランド市内にスタジアムを建設しない限り、レイダースの本拠地を変えると宣言する。
1962年、レイダースは初めて、オークランド市内のスタジアム、座席数1万8千（のちに2万2千席に拡張）のフランク・ヨウエル・フィールドに移る。ただしこれは、建設中のオークランド・アラメダ・カウンティ・コロシアムが完成するまでの一時的なホームであった。1962年のシーズンは 1勝13敗に終わった。緒戦から13連敗し、最後の1試合で初勝利を挙げた。観客動員数は低迷を続ける。
1962年のシーズン後、バリーは、サンディエゴ・チャージャーズ（現ロサンゼルス・チャージャーズ）の前アシスタント・コーチであるアル・デービスを、ヘッドコーチ兼ゼネラルマネージャーとして招聘する。当時デービスは33歳、プロ・フットボール史上最年少でこの役職に就いた。デービスは、チームカラーを銀と黒に変更した。これは主として、当時のほとんどの視聴者が見ていた白黒テレビの画面で、良く映える色だったことによる。デービスの指揮の元、チーム成績は10勝4敗に上昇、デービスはAFLの年間最優秀コーチに選出された。1966年、デービスはレイダースを去り、AFLのコミッショナーに就任する。
1967年、チームはジョン・ラウチヘッドコーチの元、レイダースはヒューストン・オイラーズを40-7と下してAFLチャンピオンシップを獲得する。この勝利により、第2回スーパーボウルに出場するが、ヴィンス・ロンバルディ率いるグリーンベイ・パッカーズに14-33で敗れた。
1968年11月17日、ハイジ・ゲームと呼ばれることになる有名なゲームに勝利した。当時のアメリカンフットボールの試合は3時間以内にほぼおさまっておりニューヨーク・ジェッツとのこの試合はNBCによって放送されていたが東部標準時、中部標準時では試合開始から3時間が経過した残り時間65秒でジェッツがFGを決めて32-29とリードしたところで放送が終了し当初の予定どおりアルプスの少女ハイジ（Heidi）に切り替わった。NBCは2時間映画のハイジのスポンサー、タイメックスとの契約がありフットボールの試合終了とは関係なく予定通り放送を切り替えたのだが、その後レイダースのオフェンスがTDをあげ、さらにキックオフでもジェッツのファンブルしたボールをリカバーしだめ押しのTDをあげて43-32でレイダースが勝利した。放送を中断したことに対して抗議の電話が殺到し翌日、NBCのジュリアン・グッドマン社長は謝罪することとなった。またこの試合以降テレビ局はアメリカンフットボール中継が長引いた際には以後の番組を繰り下げるように変更している。2010年発行のTVガイドでもこの失態は第5位にランクされている。
1969年、ジョン・マッデンが6代目ヘッドコーチに就任した。チームは1970年代に6度の地区優勝を果たしNFL屈指のフランチャイズに成長した。

### NFL

#### オークランド時代
1970年、AFLとNFLの合併により、レイダースはNFLのAFC西地区所属となる。この合併は、デービスに苦い思いを残した。彼は、メジャーリーグと同様に、単一のドラフト制度の元で、独立した2リーグでシーズンを戦い、最後にリーグ優勝を決定する、というプロ・フットボールのビジョンを持っていた。彼は、AFLのオーナー達が、NFLのフランチャイズを獲得したいがためにAFL消滅に手を貸したのだ、彼らに裏切られた、と感じていた。デービスは、彼自身のような「フットボール・マン」が、門外漢の気まぐれに左右されることに不満を抱いた。これにより、デービスの目標は、彼自身がオーナーとなることに据えられた。AFLコミッショナーという職を失ったデービスは、レイダースへの復帰をバリーと交渉する。デービスは、チームのオーナーとして、また、フットボール運営の責任を負うパートナーとして、レイダースに復帰する。
1972年、バリーがミュンヘンオリンピック観戦に渡航していた数週の間に、デービスの弁護士は、デービスにレイダース運営の全権を委ねる内容の、パートナーシップ契約の改正案を作成する。マクガーは、この契約にサインした。ジェネラル・パートナーの投票結果が2対1となったため、パートナーシップ法にもとづいて、この新しい契約は承認された。バリーはこれに気付いて激怒し、すぐに新しい契約内容の取り消しを求めて訴訟を起こした。勝訴したのは、デービスとマクガーであった。結果、バリーはレイダースの所有権を売却し、チームの所有権のごく一部しか持たないデービスがチームを掌握することになった。この後レイダースはデービスの意向がそのままチームに反映されて運営されるようになった。チームはデービスの信念である「より遠くより深く」を受け、ギャンブル要素の高いディープ・ロングパスが多用された。
1972年12月23日のプレーオフ、ピッツバーグ・スティーラーズ戦では残り時間1分17秒にダリル・ラモニカをリリーフしたケン・ステイブラーの30ヤードのTDランで7-6とリードしたがその後、テリー・ブラッドショーからジョン・フッカへのパスに対するジャック・テイタムのヒットにより大きく弾かれたボールがフランコ・ハリスにすっぽりおさまりTDを許し敗れた。
1973年から1975年までチームはAFCチャンピオンシップゲームに連続出場したがいずれも敗退、その内2回はピッツバーグ・スティーラーズが相手であった。
1974年、NFLベストの12勝2敗でAFC西地区優勝を果たしたチームはスーパーボウル3連覇を目指すマイアミ・ドルフィンズと対戦した。試合終了直前、サックされそうになったケン・ステイブラーは、3人のディフェンスに囲まれたクラレンス・デービスへのTDパスを成功させ、チームは勝利したが、翌週ピッツバーグ・スティーラーズに敗れた。
1975年、9月22日のマイアミ・ドルフィンズとの開幕戦、マンデーナイトフットボールで、ハロルド・ハートが102ヤードのキックオフリターンTDをあげた。この年のAFCチャンピオンシップゲームでは、ジョージ・アトキンソンがリン・スワンにハードヒットし、脳震盪を起こさせた。
1976年の開幕戦はスーパーボウル3連覇を目指すスティーラーズとの戦いでは、ディフェンスに多くの怪我人を抱えたレイダースは苦戦したがオーバータイムの末、フレッド・スタインフォルトの決勝FGで勝利した。この試合でもアトキンソンはスワンにハードヒットを行い、スワンは一時意識を失った。これに対してスティーラーズとチャック・ノールヘッドコーチは、アトキンソンを裁判に訴え、最終的にアトキンソンは敗訴した。レギュラーシーズンも13勝1敗で終えた。プレーオフでもチャンピオンシップゲームでスティーラーズを24-7で破り、翌1977年1月に行われた第11回スーパーボウルに出場、ミネソタ・バイキングスを32-14で破りスーパーボウル初制覇を果たした。MVPにはTDパスこそないものの、得点にからむ重要なパスをキャッチしたフレッド・ビレトニコフが選ばれた。
1977年12月24日のプレーオフ、ボルチモア・コルツ戦でデイブ・キャスパーが背中越しでケン・ステイブラーから受けたパスはゴースト・トゥー・ザ・ポストとして知られるプレーとなった。
1978年9月10日のサンディエゴ・チャージャーズ戦での試合終了直前、ケン・ステイブラーがファンブルしてエンドゾーン方向に転がったボールをデイブ・キャスパーがリカバーし決勝TDをあげた試合は物議を醸しその後ルール変更が行われるきっかけとなった。
スーパーボウル優勝1回、10シーズン連続勝ち越しの成績を残しマッデンは1979年にレイダースを去りフットボール解説者となった。マッデンの後任はレイダースの元クォーターバックだったトム・フローレスが就任した。彼はヒスパニック初のNFLヘッドコーチであった。
1980年、チームはロサンゼルスへの移転を計画したが、裁判所から禁止命令が出た。デービスはNFLに対して反トラスト訴訟を起こした。この年、第5週、先発QBのダン・パストリーニが足を骨折した時点でチームは2勝3敗であった。しかしその後、かつてNFLドラフト全体1位指名を受けた、控えQBのジム・プランケットらの活躍により11勝5敗でワイルドカードでプレーオフに進出、ヒューストン・オイラーズを27-7、クリーブランド・ブラウンズを14-12、サンディエゴ・チャージャーズを34-27で破りチームは第15回スーパーボウル出場を果たした。フィラデルフィア・イーグルスとのスーパーボウルでは27-10で破り2度目の優勝を果たした。MVPにはスーパーボウル記録となるケニー・キングへの80ヤードのTDパスを含む3本のTDパスを決めたプランケットが選ばれた。またこの試合でLBロッド・マーティンがこれまたスーパーボウル記録となる3インターセプトをロン・ジャウォースキーから奪った。ワイルドカードからスーパーボウルに優勝したのはレイダースが初であった。

#### ロサンゼルス移転

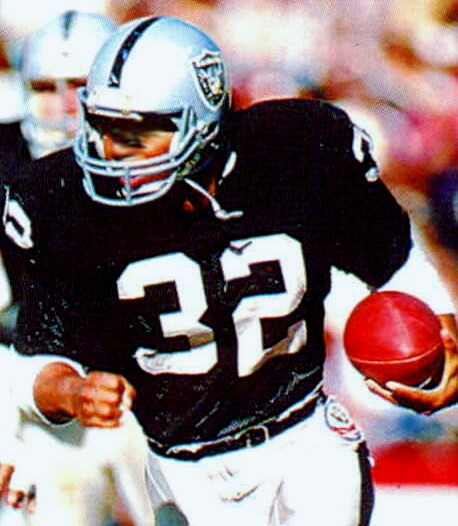
1983年シーズンのスーパーボウル制覇にも貢献したRBのマーカス・アレン

1982年6月、連邦地方裁判所でデービスは勝訴、レイダースは本拠地をカリフォルニア州ロサンゼルスへの移転承認をNFLのオーナー会議に求めた。承認には全体の3/4が必要であったが、賛成22票、反対0票（5人が投票を棄権）で移転は承認され、ロサンゼルス・レイダースとなり、ロサンゼルス・メモリアル・コロシアムでホームゲームを戦うことになった。ストライキで短縮された1982年のシーズンを8勝1敗で終えてプレーオフに出場したが2回戦でニューヨーク・ジェッツに敗れた。翌1983年を12勝4敗で終えてスティーラーズ、シアトル・シーホークスをプレーオフで破り第18回スーパーボウルに出場、ワシントン・レッドスキンズを38-9で破り3度目の優勝を果たした。この試合ではスーパーボウル記録となるラン獲得191ヤード、74ヤードのTDランをあげたマーカス・アレンがMVPとなった。また38得点は当時のスーパーボウル記録となった。
その後2シーズンはプレーオフに出場したが、1986年から1989年は8勝8敗以上の成績をあげることができず、1987年-1988年には1961年-1962年以来となる2年連続負け越しを味わった。1987年を5勝10敗で終えるとフローレスはフロント入りし、デンバー・ブロンコスのオフェンスアシスタントコーチだったマイク・シャナハンが後任ヘッドコーチとなった。この年、レイダースは野球とフットボールを掛け持つアスリートでハイズマン賞受賞者のボー・ジャクソンをドラフトで獲得するが、ジャクソンは前年、タンパベイ・バッカニアーズに1巡目で指名されたときに、フットボールはプレーしないと表明していた。デービスはジャクソンに傾倒し、スターRB、マーカス・アレンとデービスの関係に大きな亀裂が生じた。後にアレンはカンザスシティ・チーフスに移籍することになる。
1987年にアル・デービスはロサンゼルス・コロシアムの周辺が治安が悪いため新しいスタジアムの候補地を探していた。この年のドラフト4巡目でQBスティーブ・バーラインを指名した。1988年にヒューストン・オイラーズとのプレシーズンゲームがオークランドで開催されるとレイダースはオークランドに戻るのではないかといった噂が流れた。1989年1月からデービスとオークランド市の間で交渉が始められ1991年3月11日にオークランドに移転することが発表されたこの途中の1990年9月11日にはオークランドのファンが交渉が進まないことに怒り、レイダースのTシャツやジャージーを燃やす事件も起きた。
1988年、チームはワシントン・レッドスキンズにジム・ラシェイをトレードしジェイ・シュローダーを獲得した。第4週、敵地マイル・ハイ・スタジアムで行われたデンバー・ブロンコスとのマンデーナイトフットボールで先発QBのシュローダーはパス8本中2本しか成功できず、オフェンスの獲得ヤードは39-254と圧倒され、チームは0-24とリードされてハーフタイムを迎えた。多くのテレビ視聴者はソウルオリンピックにチャンネルを切り替えたが後半に入りスティーブ・スミスへの2本のTDパス、キックオフでのレジー・マッケンジーのファンブルフォースでチャンスを獲得するとマーカス・アレンのTDで同点に追いついた。リッチ・カーリスのFGで再び3点リードされたもののこの年それまで30ヤード以上のFG4本全てを失敗していたクリス・バーが残り8秒に44ヤードのFGを成功しオーバータイムに持ち込んだ。新人のティム・ブラウンが74ヤードのパントリターンTDを決めたかに見えたが反則で無効となったものの最後はバーのFGでチームは24点差からの逆転劇を演じた。
1989年のシーズン開幕後1勝3敗となったところで、デービスはシャナハンヘッドコーチを解任し、レイダースのタックルだったアート・シェルを後任に据える。シェルは、近代NFL初のアフリカ系アメリカ人のヘッドコーチとなった。シェルは1990年のシーズンでレイダースをAFCチャンピオンシップに導いたが、バッファロー・ビルズに51対3と大敗した。
この敗戦後、チームは下降線を辿る。1990年代のプレイオフ出場は2回、AFC西地区5チーム中3位以上の成績を収めたのは3回のみであった。1990年にボー・ジャクソンが引退の原因となる負傷、問題児のQB、トッド・マリノビッチの不祥事、1993年のマーカス・アレンの退団、後にプロフットボール殿堂入りを果たすディフェンシブラインマンのハウィー・ロングが1993年のシーズン後に引退と、レイダースの一時代は終わりを告げる。
1990年、チームはAFCチャンピオンシップゲームまで進出したがバッファロー・ビルズに3-51で敗れた。
1991年、ドラフト1巡目でQBトッド・マリノビッチを獲得した。マリノビッチはエースQBシュローダーが負傷欠場したシーズン最終週のカンザスシティ・チーフス戦に先発出場し試合には敗れたものの3TDパスを決めるという活躍を見せた。しかし翌週のプレーオフ、チーフスとの再戦ではTDパスなし、4インターセプトと散々の内容で敗れた。
マリノビッチは1993年シーズン開幕前に3度目のマリファナ陽性反応が出てチームから解雇された。この年に前ニューヨーク・ジャイアンツのQBジェフ・ホステトラーと契約した。

#### オークランド再移転
1995年6月23日、アル・デービスは、レイダースの本拠地をオークランドに戻す旨の同意書にサインする。この移転は盛大な歓迎を受け、1995年シーズン、新ヘッドコーチのマイク・ホワイトの下、チームは8勝2敗と好調なスタートを切ったがエースQBのジェフ・ホステトラーの負傷により、チームはシーズン終了まで6連敗を喫し、プレーオフ進出はならなかった。
1996年、前シンシナティ・ベンガルズのQBデビッド・クリングラーと契約した。
ホワイト、ジョー・ビューゲルの下、3シーズン好成績を収められなかった後、1998年にアル・デービスは、過去の所属選手からヘッドコーチを選任するという彼の慣習を曲げ（これはフランチャイズ史上2度目の例外だった）、フィラデルフィア・イーグルスの攻撃コーディネーターだったジョン・グルーデンをヘッドコーチに迎える。グルーデンは、サンフランシスコ・49ersのヘッドコーチビル・ウォルシュの元でアシスタントコーチとしてキャリアを開始した人物だった。グルーデンの指揮の下、レイダースは、それまでのシーズンには欠けていた規律を持ってプレーし始める。

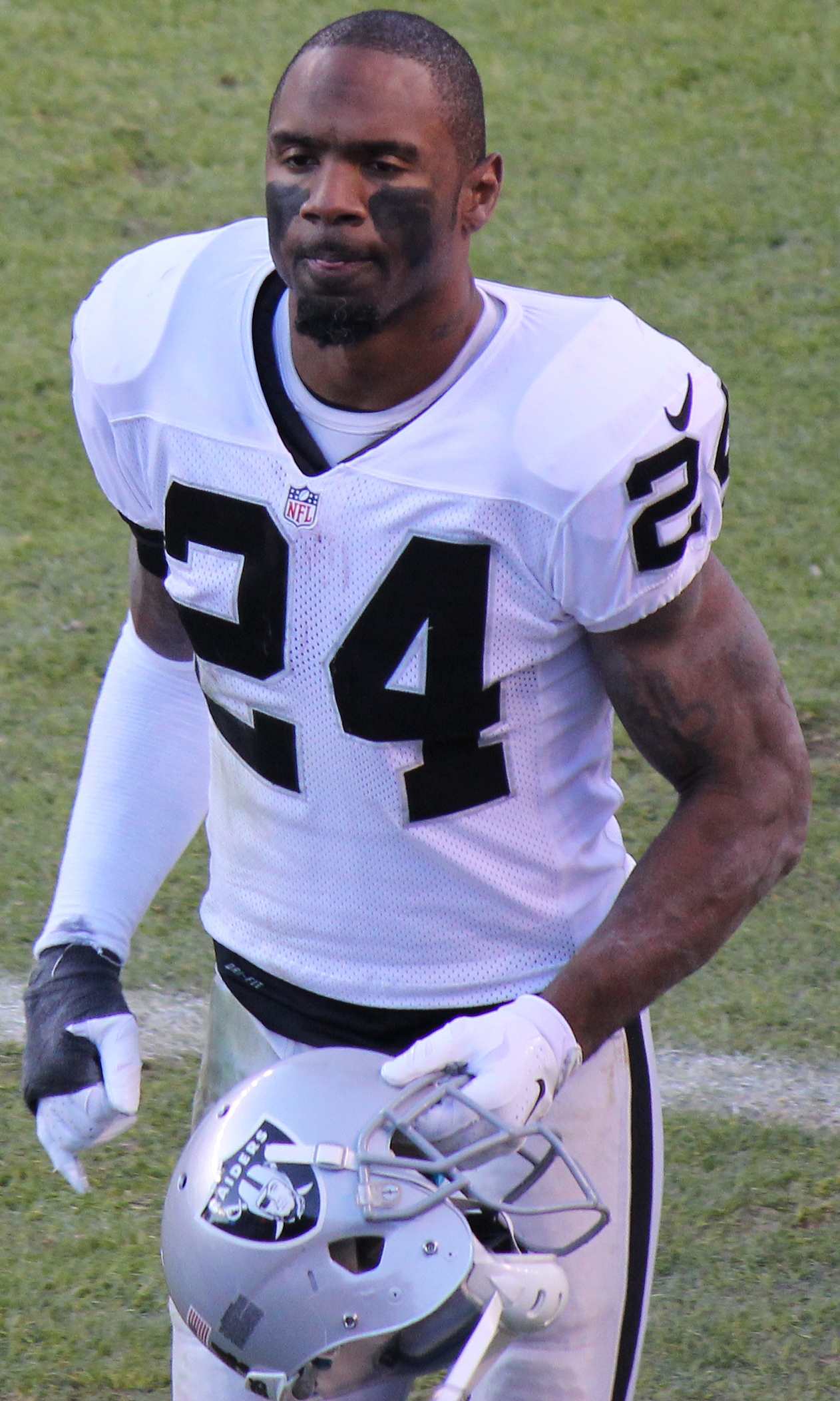
ディフェンス選手で唯一のハイズマン賞受賞者のチャールズ・ウッドソン

2000年、グルーデン指揮の3度目のシーズン、チームはこの10年間で最高の成績を上げた。ベテランQB、リッチ・ギャノンが率いるチームは12勝4敗の成績を収め、AFCチャンピオンシップに進出したが、ギャノンは相手のヒットにより負傷退場、この年のスーパーボウルを制覇したボルチモア・レイブンズに3-16と敗れた。なおその試合の3週間後に行われたプロボウルでギャノンはMVPに選ばれた。

レイダースは、2001年シーズンの開幕前に、通算レシーブ記録を保持するジェリー・ライスを獲得した。シーズン成績は10勝6敗だったが、ディビジョナル・プレーオフで、その年のスーパーボウル覇者ニューイングランド・ペイトリオッツに敗れた。この試合は物議を醸した。激しい雪の中、ペイトリオッツのクォーターバックトム・ブレイディのファンブルをレイダースのチャールズ・ウッドソンがリカバーしたのだが、レビューの結果、ファンブルではなくパス不成功と判定された。
2001年シーズン終了直後、レイダースは、タンパベイ・バッカニアーズとの間で、ジョン・グルーデンを現金800万ドル及びドラフト1巡目指名権2つ、2巡目指名権2つと交換するという異例のトレードを行った。後任には、グルーデンの下でレイダースの攻撃コーディネーター兼オフェンシブラインコーチを務めていた、ビル・キャラハンが指名された。この突然の異動劇の数ヶ月前から、マスコミでは、アル・デービスとグルーデンが個人的にもビジネスの面でも袂を分かった、という憶測が流れていた。
2002年シーズンはAFCトップの11勝5敗の成績を収めプレーオフのホームフィールドアドバンテージを確保した。チーム5度目のスーパーボウル出場を成し遂げ、ギャノンはNFLのシーズンMVPに選出された。レイダースはこの第37回スーパーボウルでデクスター・ジョンソン、ドワイト・スミスにそれぞれ2インターセプトを喫するなど、21-48と敗れるが、その対戦相手は、件のグルーデン率いるタンパベイ・バッカニアーズであった。
2003年、キャラハン2年目のシーズンはエースQBのギャノンが第7週に肩の故障で離脱、4勝12敗に終わった（NFL最低記録タイ）。これは、前シーズンにスーパーボウルに出場したチームとしては、史上最低の成績であった。シーズン中、キャラハンは、2003年11月30日の試合終了後の記者会見で、チームの低迷についてレイダースの選手達とマスコミとを激しく非難した。同年のレギュラーシーズン後、キャラハンは解雇され、ノーブ・ターナーがヘッドコーチに就任した。
2004年、チームはオフシーズンにウォーレン・サップを獲得した。この年リッチ・ギャノンが先発した3試合は2勝1敗であったが第3週のタンパベイ・バッカニアーズ戦で彼がデリック・ブルックスとヘルメット・ヘルメットで接触し負傷した（ギャノンはこの怪我によりシーズン終了後引退した。）後3勝10敗、チームは5勝11敗と2シーズン連続で負け越した。
2005年のトレード解禁と同時に、レイダースは、ミネソタ・バイキングズからプロボウル出場ワイドレシーバーのランディ・モスを獲得した。
2006年、過去にもヘッドコーチを務めたアート・シェルがターナーに代わってヘッドコーチに就任したが1年で解雇され、2007年からレーン・キフィンがヘッドコーチに就任したが、2008年シーズンが開幕後1勝3敗の成績となったところで、9月30日に解雇されて、トム・ケーブルオフェンスラインコーチが暫定ヘッドコーチに就任した。ケーブルがヘッドコーチになった後、チームは4勝8敗に終わったものの最後の2試合に連勝し、2009年2月ケーブルは正式にヘッドコーチに就任した。
2003年から2007年の5シーズンでチームはリーグ最低の19勝しかあげられなかった（同期間に次に成績が悪いのはデトロイト・ライオンズの26勝）。
2009年開幕前、エースQB争いが2007年のNFLドラフト全体1位指名で獲得したジャマーカス・ラッセルとオフに加入したジェフ・ガルシアの間で行われたが故障がちのガルシアは敗れラッセルが開幕先発QBに指名された。しかし2勝7敗となった後、第11週よりジャマーカス・ラッセルをあきらめ、ブルース・グラドコウスキーを先発に抜擢、グラドコウスキーが第14週の試合で負傷してからはチャーリー・フライが先発QBを務めた。ケーブルヘッドコーチは留任した。
2010年、シーズンオフにQBジャマーカス・ラッセルを解雇しワシントン・レッドスキンズよりジェイソン・キャンベルを獲得した。このシーズン、チームはダレン・マクファデン、ジャコビー・フォードらの活躍もありAFC西地区の同一地区内対戦は6戦全勝し8勝8敗と8シーズンぶりに負け越しを逃れたがシーズン終了後、チームオーナーのアル・デービスは、契約満了を理由にトム・ケーブルヘッドコーチとの契約を更新しなかった。
2011年1月18日に攻撃コーディネーターであったヒュー・ジャクソンがヘッドコーチに昇格した。同年10月8日、アル・デービスオーナーが82歳で亡くなり、息子のマーク・デービスが過半数の株を相続してオーナーとなった。翌日のヒューストン・テキサンズとの試合でチームは25-20で接戦を勝利した。最後のプレーで相手QBマット・ショーブのパスをインターセプトしたマイケル・ハフはオーナーがボールを取らせてくれた。と涙ながらに語った。第6週のクリーブランド・ブラウンズ戦で、エースQBのジェイソン・キャンベルが鎖骨を骨折した。チームはトレード期限ぎりぎりでシンシナティ・ベンガルズのカーソン・パーマーを2012年のドラフト1巡指名権、2013年のドラフト2巡指名権と引き替えで獲得した。シーズン終了後にレジー・マッケンジーがGMに就任、ヒュー・ジャクソンヘッドコーチを解任、デンバー・ブロンコスの守備コーディネーターであったデニス・アレンがヘッドコーチに就任した。
2013年、2014年はともに大きく負け越し、カーソン・パーマーは2013年ドラフト6巡指名権及び2014年ドラフト条件付き指名権と引き換えに4月2日にアリゾナ・カージナルスにトレードされた。2014年シーズンをもってアレンHCは解任、後任には元ジャクソンビル・ジャガーズHCで、前シーズンまでデンバー・ブロンコスの守備コーディネーターを務めていたジャック・デルリオが就任。二代続けて地区ライバルのブロンコスの守備コーディネーターからHCを招聘することになった。

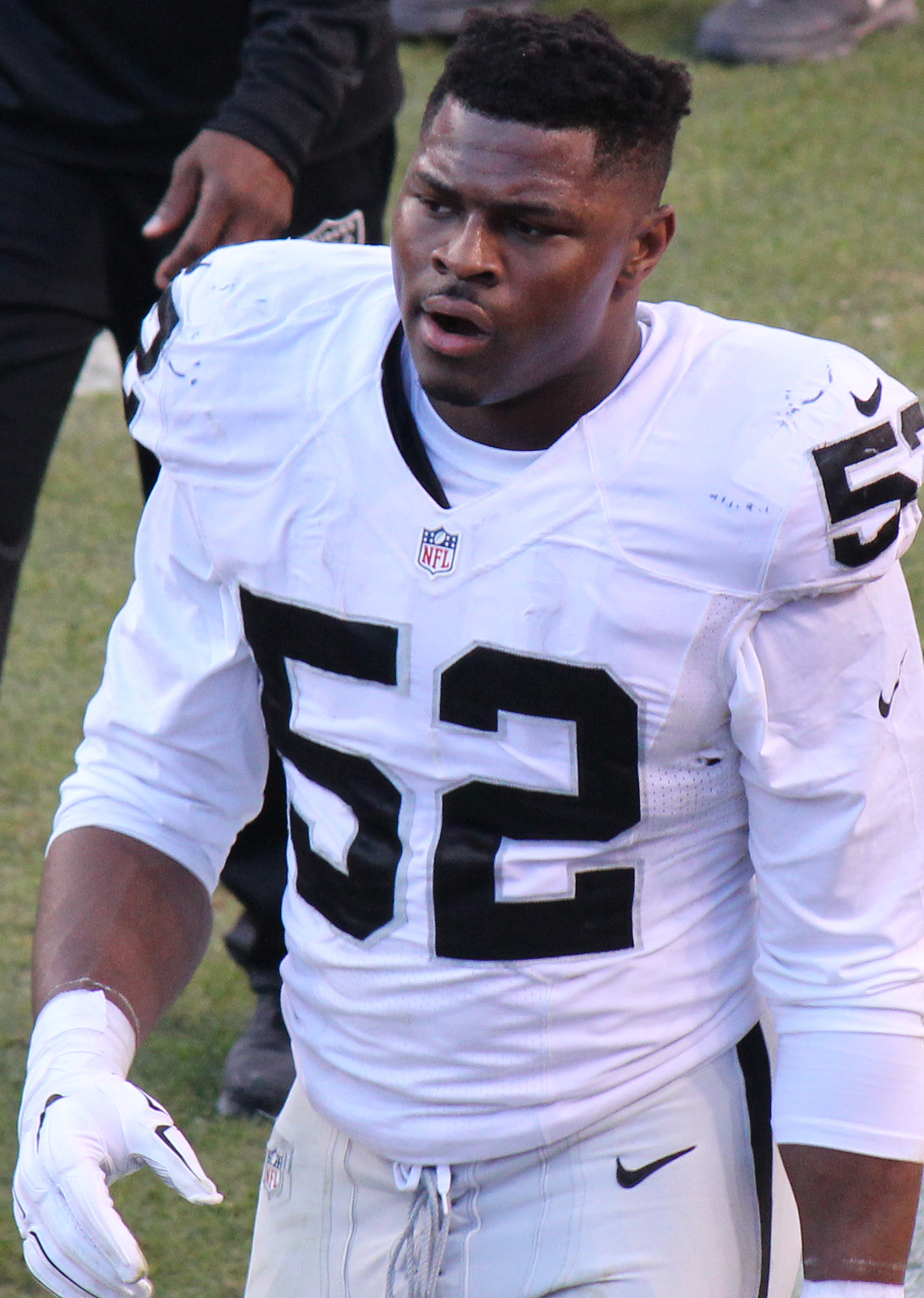
オールプロで史上初となる2つのポジションで選出されたカリル・マック

2015年シーズンは7勝9敗に終わったが、正QB2年目のデレック・カー（前年のドラフト2巡目に指名）が成績を向上させ、DE／LBのカリル・マックが史上初めて両ポジションでオールプロに選出されるなど、低迷が続くチームに明るい話題が増えたシーズンとなった。一方、長年チームの守備を支えたSのチャールズ・ウッドソンがこのシーズン限りで現役引退。
2016年シーズンは、前年開花したカーを中心として、チーフスと高レベルの地区首位争いをしていた。しかし、第16週の試合終盤にカーが負傷し、翌週のレギュラーシーズン最終戦に敗れ、チーフスに逆転で地区優勝を奪われた。ワイルドカードで14年ぶりにプレーオフ進出を果たしたが、カーの欠場の影響は大きく、初戦で敗退した。
2017年シーズンは、シアトル・シーホークスで一度引退した、RBのマーショーン・リンチが現役復帰したことが話題となった。同年に前バッファロー・ビルズのQB、EJ・マニュエルと契約した。チームは開幕2連勝したものの、第3週から4連敗し、その後も波に乗れないまま、シーズン終盤を迎えてプレーオフ進出を逃し、ヘッドコーチのデルリオは解雇され、ジョン・グルーデンがヘッドコーチに復帰した。

#### スタジアム問題とラスベガス移転
オークランド・アラメダ・カウンティ・コロシアムが1966年完成と老朽化しているため、新スタジアムを求める声が次第に高まった。オークランドにおけるスタジアム建て替え案、サンタクララのリーバイス・スタジアムをサンフランシスコ・フォーティーナイナーズと共用する案、ラスベガスに移転する案、ロサンゼルスに再移転する案などが浮上した。チームはチャージャーズと共同でロサンゼルス再移転の申請をしたが、2016年のオーナー会議で否決され、ラムズのロサンゼルスへの移転のみが承認された。ラムズの移転承認決議では、ラムズとのスタジアム同居でのロサンゼルス移転を受け入れるか否かの選択権がチャージャーズに与えられ、チャージャーズが移転を選択しなかった場合は、選択権がレイダースに移る条件が付された。この決議を受けて、デービス・オーナーはオークランドでの新スタジアム建設交渉を進めているが、建設が承認されなければ、ラスベガスやロサンゼルス（チャージャーズがサンディエゴ残留を選択した場合）を移転先として検討していることが報じられた。2017年1月12日、チャージャーズの移転が決定し、レイダースのロサンゼルス移転はなくなった。レイダースは、2日後の2017年1月14日、ネバダ州ラスベガスへの移転を申請した。前述の通り2017年3月のNFLオーナー会議で投票にかけられ、賛成多数でラスベガスへの移転が承認された。ただし、新スタジアムとなるアレジアント・スタジアムが2020年夏に完成するために、2020年シーズンから移転することになった。
移転決定を受け、2018年、オークランド市はスタジアムなどの投資の損害賠償を求め、レイダースおよび移転を承認した他のNFLチームを提訴した。2019年シーズンのスタジアムリース契約が正式締結される前にオークランド市と民事紛争が生じたため、2019年シーズンにオークランドで試合するか危ぶまれたが、同年シーズンはオークランドを本拠地としてホームゲームを開催した。
2018年シーズンは、開幕前にドラフト第一順指名権二つと交換にDEカリル・マックをシカゴ・ベアーズへトレードし、後にはドラフト第一順指名権一つと交換にWRアマリ・クーパーをダラス・カウボーイズにトレードしてチーム再建に備えた。2018年1月5日には、NFL史上最長かつ最高額となる10年1億ドルでヘッドコーチのジョン・グルーデンと契約した。だが2018年12月10日、カンファレンス最下位に低迷するチームはGMのレジー・マッケンジーを解雇し、チームは地区最下位となった。GMの後任はマイク・メイヨックとなった。
2019年、オークランドでの最終シーズンもプレーオフを逃し、2003年以降の17シーズンでプレーオフ出場はワイルドカードでのただ一度という結果でラスベガスに移転することになった。

#### ラスベガス移転後

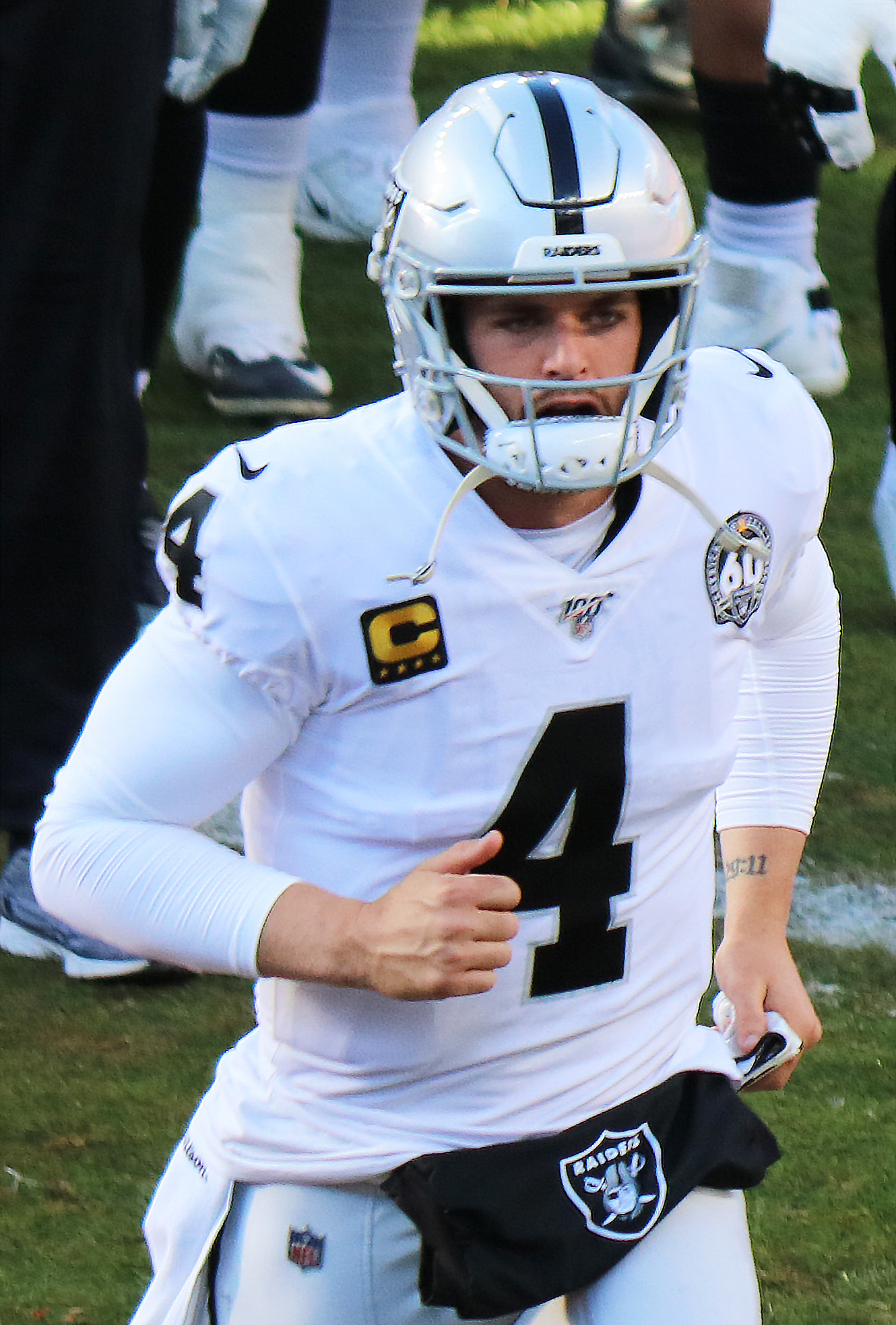
2019年から2022年まで先発QBを務めたデレック・カー

2020年1月22日、レイダースは正式にラスベガスに移転し、ラスベガス・レイダースとなった。スタジアムを建設し、2020年シーズンに臨んだが、新型コロナウイルス感染症流行のため、全ホーム試合を無観客とした。前テネシー・タイタンズのQBマーカス・マリオタと契約した。8勝8敗の地区2位でプレーオフを逃した。
2021年10月11日、グルーデンは2010年に送った差別的なEメールを原因として辞職した。アシスタントHCおよびスペシャルチームコーディネーターだったリッチ・ビサッチアが暫定HCとなった。カーをスターティングQBとして起用しながらマリオタを併用し、シーズン最終戦でロサンゼルス・チャージャーズに延長で勝利して、地区二位ワイルドカードで5年ぶりにプレーオフに進んだ。この試合は延長最後のプレーまで同点であり、そのまま引き分けた場合は両チームが共にプレーオフに進むはずであったが、フィールドゴールにより試合が決してレイダースのみが進出した。ワイルドカード・プレーオフでシンシナティ・ベンガルズに敗れた。翌日、GMのマイク・メイヨックを解雇した。新任GMにはニューイングランド・ペイトリオッツの選手人事責任者だったデイブ・ジーグラーが、HCにはペイトリオッツOCのジョシュ・マクダニエルズが就任した。
2022年3月21日、第2QBのマリオタがアトランタ・ファルコンズに移籍した。ほとんどの試合でカーが先発QBとしてチームを率い、第17週まではプレーオフの可能性を残すもフォーティーナイナーズにオーバータイムで敗れ、負け越してプレーオフ進出は逃した。2023年2月14日、ノートレード条項によりトレードを拒否したカーを放出した。2023年3月14日、フォーティナイナーズとの契約が切れたジミー・ガロポロを獲得した。
2023年10月31日、3勝5敗の時点でHCのジョシュ・マクダニエルズとGMのデイブ・ジーグラーの両者が解雇され、暫定HCにはラインバッカー・コーチのアントニオ・ピアースが、暫定GMにはアシスタントGMのチャンプ・ケリーが指名された。ピアースはここまで精彩を欠いていたガロポロに代え、9試合目からはルーキーのエイダン・オコンネルを先発QBに起用した。最終的に8勝9敗と負け越し、プレーオフ進出を逃した。
2024年1月19日、ピアースが正式なHCとなった。同年1月23日、ロサンゼルス・チャージャーズのGMであったトム・テレスコをGMとした。2024年シーズンは地区最下位となりプレーオフを逃した。シーズン終了後の2025年1月7日にHCピアースは解雇され、二日後にGMテレスコも解雇された。後任のGMはジョン・スパイテックが起用された。HC後任は元シアトル・シーホークスHCでスーパーボウル制覇実績もあるピート・キャロルとなった。

## 文化

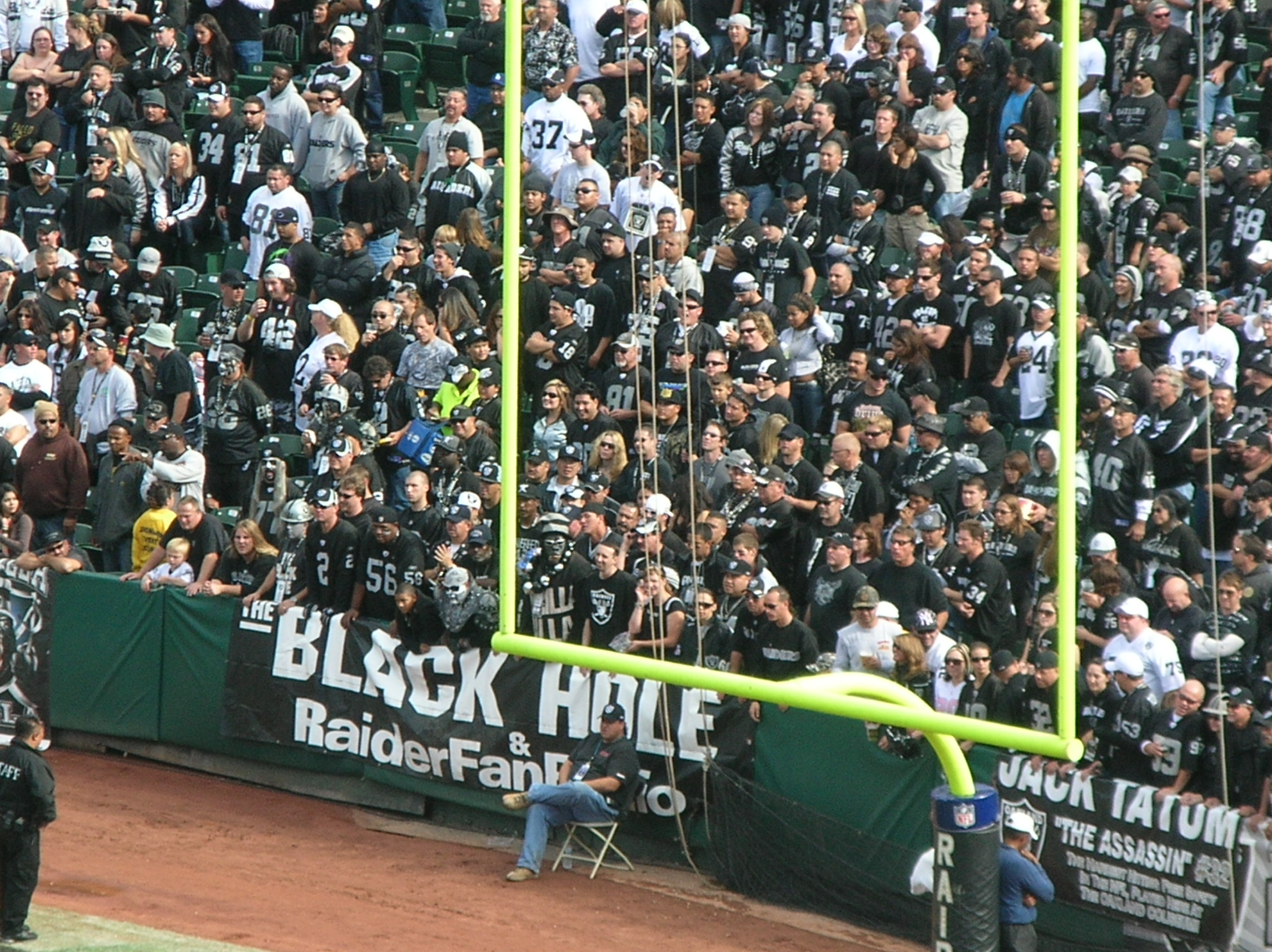
スタジアムに集結するレイダースファン

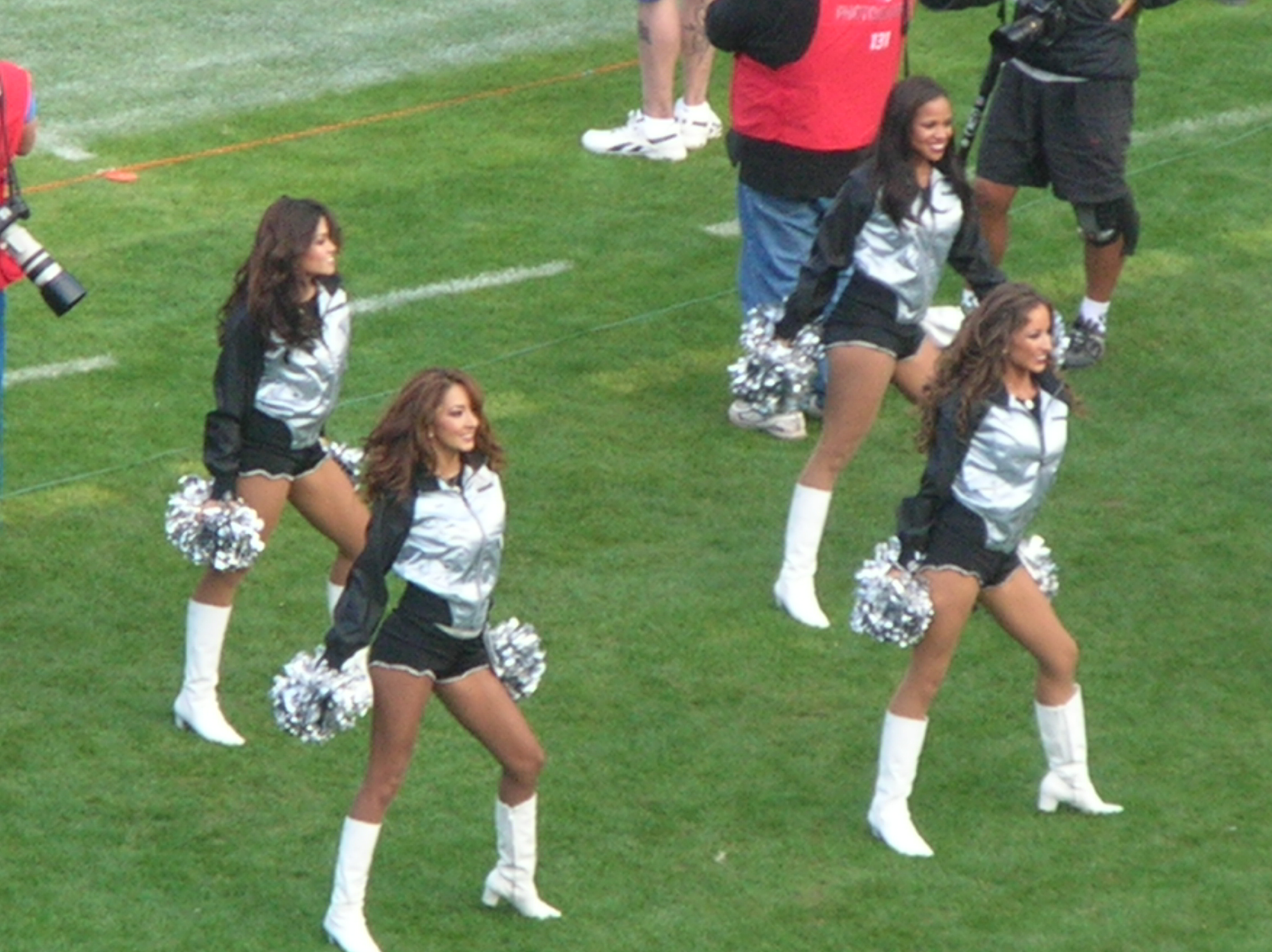
ラスベガス・レイダリッツ

### チーム名とロゴマーク
チーム名は当初、「メトロポリタン・オークランドエリア・フットボールクラブ」に決まろうとしていたが、長すぎることから地元紙が命名コンテストを実施。その結果、スペイン語で紳士を意味する「セニョールズ（Señors）」に決まった。しかし、これがジョークの種にされたため、急遽チームは投票で3位だった侵入者や盗賊を意味する「レイダース（Raiders）」に変更し、現在に至る。
フットボールのヘルメットをかぶり眼帯をしたレイダースを象徴するロゴマークのモデルは、俳優のランドルフ・スコットと言われている。1960年にデザインされたロゴは、1963年に改良され、同時にチームカラーも黒・金・白の3色から、白黒テレビで良く映えるとのことから黒・銀に変更し、現在に至る。

### ファン
レイダースのファンは「レイダー・ネーション（Raider Nation）」と呼ばれ、NFLの中でも熱心で激しい人が多いと言われている。相手チームに対する激しい敵意を持っており、かつてサンフランシスコ・49ersのヘッドコーチだったスティーブ・マリウッチは選手たちにオークランド・アラメダ・カウンティ・コロシアムでの試合には自家用車ではなくチームバスに乗るよう忠告したほど。オークランド時代、ホームのエンドゾーン付近を陣取る黒い服を着たファンのエリアはブラックホールと呼ばれていた。トム・ハンクスやM.C.ハマーなど芸能人のファンも多い。

### マスコット
チームの公式マスコットは、2013年に登場したレイダー・ラッシャー（Raider Rusher）である。

### チアリーダー
チームには、公式チアリーダーとしてラスベガス・レイダリッツ（Las Vegas Raiderettes）が活動している。1961年にオークランド・レイダリッツとして設立された。チームがロサンゼルスにいた頃は、ロサンゼルス・レイダリッツとして活動していた。

## 2025年シーズン
|      | AFC            | AFC        | AFC            | AFC            | NFC          | NFC            | NFC          | NFC          |
| 前年 | 西地区         | 南地区     | 北地区         | 東地区         | 西地区       | 南地区         | 北地区       | 東地区       |
| ---- | -------------- | ---------- | -------------- | -------------- | ------------ | -------------- | ------------ | ------------ |
| 1位  | チーフス       | テキサンズ | レイブンズ     | ビルズ         | ラムズ       | バッカニアーズ | ライオンズ   | イーグルス   |
| 2位  | チャージャーズ | コルツ     | スティーラーズ | ドルフィンズ   | シーホークス | ファルコンズ   | バイキングス | コマンダース |
| 3位  | ブロンコス     | ジャガーズ | ベンガルズ     | ジェッツ       | カージナルス | パンサーズ     | パッカーズ   | カウボーイズ |
| 4位  | レイダース     | タイタンズ | ブラウンズ     | ペイトリオッツ | 49ers        | セインツ       | ベアーズ     | ジャイアンツ |

 ：1度対戦　 ：2度対戦
| 年   | 成績               | AFC  | 地区 | 勝 | 敗 | 分 | 率   | Div | Con  | 平均得点 | 平均失点 |
| ---- | ------------------ | ---- | ---- | -- | -- | -- | ---- | --- | ---- | -------- | -------- |
| 2025 |                    |      |      | 0  | 0  | 0  | –    | -   | -    |          |          |
| 2024 | レギュラー敗退     | 14位 | 4位  | 4  | 13 | 0  | .235 | 0-6 | 3-9  | 18.2     | 25.5     |
| 2023 | レギュラー敗退     | 11位 | 2位  | 8  | 9  | 0  | .471 | 4–2 | 6–6  | 19.5     | 19.5     |
| 2022 | レギュラー敗退     | 13位 | 3位  | 6  | 11 | 0  | .353 | 3-3 | 5-7  | 23.2     | 24.6     |
| 2021 | ワイルドカード敗退 | 5位  | 2位  | 10 | 7  | 0  | .588 | 3-3 | 8-4  | 22.6     | 25.8     |
| 2020 | レギュラー敗退     | 9位  | 2位  | 8  | 8  | 0  | .500 | 4-2 | 6-6  | 27.1     | 29.9     |
| 2019 | レギュラー敗退     | 9位  | 3位  | 7  | 9  | 0  | .438 | 3-3 | 5-7  | 19.6     | 26.2     |
| 2018 | レギュラー敗退     | 16位 | 4位  | 4  | 12 | 0  | .250 | 1-5 | 3-9  | 18.1     | 29.2     |
| 2017 | レギュラー敗退     | 10位 | 3位  | 6  | 10 | 0  | .375 | 2-4 | 5-7  | 18.8     | 23.3     |
| 2016 | ワイルドカード敗退 | 5位  | 2位  | 12 | 4  | 0  | .750 | 3-3 | 9-3  | 26.0     | 24.1     |
| 2015 | レギュラー敗退     | 10位 | 3位  | 8  | 8  | 0  | .500 | 3-3 | 7-5  | 22.4     | 18.3     |
| 2014 | レギュラー敗退     | 15位 | 4位  | 3  | 13 | 0  | .188 | 1-5 | 2-10 | 15.8     | 28.3     |
| 2013 | レギュラー敗退     | 13位 | 4位  | 4  | 12 | 0  | .250 | 1-5 | 4-8  | 20.1     | 28.3     |
| 2012 | レギュラー敗退     | 14位 | 3位  | 4  | 12 | 0  | .250 | 2-4 | 4-8  | 18.1     | 27.7     |
| 2011 | レギュラー敗退     | 10位 | 3位  | 8  | 8  | 0  | .500 | 3-3 | 6-6  | 22.4     | 27.1     |
| 2010 | レギュラー敗退     | 9位  | 3位  | 8  | 8  | 0  | .500 | 6-0 | 6-6  | 25.6     | 23.2     |
| 2009 | レギュラー敗退     | 15位 | 3位  | 5  | 11 | 0  | .313 | 2-4 | 4-8  | 12.3     | 23.7     |
| 2008 | レギュラー敗退     | 12位 | 3位  | 5  | 11 | 0  | .313 | 2-4 | 4-8  | 16.4     | 24.3     |
| 2007 | レギュラー敗退     | 15位 | 4位  | 4  | 12 | 0  | .250 | 2-4 | 4-8  | 17.7     | 24.9     |
| 2006 | レギュラー敗退     | 16位 | 4位  | 2  | 14 | 0  | .125 | 0-6 | 1-11 | 10.5     | 20.8     |
| 2005 | レギュラー敗退     | 15位 | 4位  | 4  | 12 | 0  | .250 | 0-6 | 2-10 | 18.1     | 23.9     |

### 2024年シーズン成績
| (1)カンザスシティ・チーフス     | 15 | 2  | 0 | .882 | 5-1 | 10-2 | 385 | 326 | 22.6 | 19.2 | .488 | .463 |
| (5)ロサンゼルス・チャージャーズ | 11 | 6  | 0 | .647 | 4-2 | 8-4  | 402 | 301 | 23.6 | 17.7 | .467 | .348 |
| (7)デンバー・ブロンコス         | 10 | 7  | 0 | .588 | 3-3 | 6-6  | 425 | 311 | 25.0 | 18.3 | .502 | .394 |
| ラスベガス・レイダース          | 4  | 13 | 0 | .235 | 0-6 | 3-9  | 309 | 434 | 18.2 | 25.5 | .540 | .353 |

| AFC 2024       | AFC 2024                           | AFC 2024 | AFC 2024 | AFC 2024 | AFC 2024 | AFC 2024 | AFC 2024 | AFC 2024 | AFC 2024 | AFC 2024 |
| 順 位          | チーム                             | 地 区    | 勝       | 敗       | 分       | 勝率     | DIV      | CON      | SOS      | SOV      |
| 地区優勝       | 地区優勝                           | 地区優勝 | 地区優勝 | 地区優勝 | 地区優勝 | 地区優勝 | 地区優勝 | 地区優勝 | 地区優勝 | 地区優勝 |
| -------------- | ---------------------------------- | -------- | -------- | -------- | -------- | -------- | -------- | -------- | -------- | -------- |
| 1              | カンザスシティ・チーフス           | 西       | 15       | 2        | 0        | .882     | 5-1      | 10-2     | .488     | .463     |
| 2              | バッファロー・ビルズ               | 東       | 13       | 4        | 0        | .765     | 5-1      | 9-3      | .467     | .448     |
| 3              | ボルチモア・レイブンズ             | 北       | 12       | 5        | 0        | .706     | 4-2      | 8-4      | .529     | .525     |
| 4              | ヒューストン・テキサンズ           | 南       | 10       | 7        | 0        | .588     | 5-1      | 8-4      | .481     | .376     |
| ワイルドカード |                                    |          |          |          |          |          |          |          |          |          |
| 5              | ロサンゼルス・チャージャーズ       | 西       | 11       | 6        | 0        | .647     | 4-2      | 8-4      | .467     | .348     |
| 6              | ピッツバーグ・スティーラーズ       | 北       | 10       | 7        | 0        | .588     | 3-3      | 7-5      | .502     | .453     |
| 7              | デンバー・ブロンコス               | 西       | 10       | 7        | 0        | .588     | 3-3      | 6-6      | .502     | .394     |
|                |                                    |          |          |          |          |          |          |          |          |          |
| 8              | シンシナティ・ベンガルズ           | 北       | 9        | 8        | 0        | .529     | 3–3      | 6-6      | .478     | .314     |
| 9              | マイアミ・ドルフィンズ             | 東       | 8        | 9        | 0        | .471     | 3-3      | 6-6      | .419     | .294     |
| 10             | インディアナポリス・コルツ         | 南       | 8        | 9        | 0        | .471     | 3-3      | 7-5      | .457     | .309     |
| 11             | ニューヨーク・ジェッツ             | 東       | 5        | 12       | 0        | .294     | 2-4      | 5-7      | .495     | .341     |
| 12             | ジャクソンビル・ジャガーズ         | 南       | 4        | 13       | 0        | .235     | 3-3      | 4-8      | .478     | .265     |
| 13             | ニューイングランド・ペイトリオッツ | 東       | 4        | 13       | 0        | .235     | 2-4      | 3-9      | .471     | .471     |
| 14             | ラスベガス・レイダース             | 西       | 4        | 13       | 0        | .235     | 0-6      | 3-9      | .540     | .353     |
| 15             | クリーブランド・ブラウンズ         | 北       | 3        | 14       | 0        | .176     | 2–4      | 3-9      | .536     | .510     |
| 16             | テネシー・タイタンズ               | 南       | 3        | 14       | 0        | .176     | 1-5      | 3-9      | .522     | .431     |
| タイブレーク   |                                    |          |          |          |          |          |          |          |          |          |
| 1. 2. 3. 4. 5. |                                    |          |          |          |          |          |          |          |          |          |

|  |                                                      |                                                      |                                                      |                                                |                                  |                                  |                                  |                                |          |    |                                  |                                  |                                  |  |  |                                   |                                   |                                   |
|  | ワイルドカード・プレーオフ                           | ワイルドカード・プレーオフ                           | ワイルドカード・プレーオフ                           |                                                |                                  | ディビジョナル・プレーオフ       | ディビジョナル・プレーオフ       | ディビジョナル・プレーオフ     |          |    |                                  |                                  |                                  |  |  |                                   |                                   |                                   |
|  | 2025年1月11日 M&Tバンク・スタジアム                  | 2025年1月11日 M&Tバンク・スタジアム                  | 2025年1月11日 M&Tバンク・スタジアム                  |                                                |                                  | 1月19日 ハイマーク・スタジアム   | 1月19日 ハイマーク・スタジアム   | 1月19日 ハイマーク・スタジアム |          |    | 1月26日 アローヘッド・スタジアム | 1月26日 アローヘッド・スタジアム | 1月26日 アローヘッド・スタジアム |  |  | 2月9日 シーザーズ・スーパードーム | 2月9日 シーザーズ・スーパードーム | 2月9日 シーザーズ・スーパードーム |
|  | 6                                                    | スティーラーズ                                       | 14                                                   |                                                |                                  | 1月19日 ハイマーク・スタジアム   | 1月19日 ハイマーク・スタジアム   | 1月19日 ハイマーク・スタジアム |          |    | 1月26日 アローヘッド・スタジアム | 1月26日 アローヘッド・スタジアム | 1月26日 アローヘッド・スタジアム |  |  | 2月9日 シーザーズ・スーパードーム | 2月9日 シーザーズ・スーパードーム | 2月9日 シーザーズ・スーパードーム |
|  | 6                                                    | スティーラーズ                                       | 14                                                   |                                                |                                  | 1月19日 ハイマーク・スタジアム   | 1月19日 ハイマーク・スタジアム   | 1月19日 ハイマーク・スタジアム |          |    | 1月26日 アローヘッド・スタジアム | 1月26日 アローヘッド・スタジアム | 1月26日 アローヘッド・スタジアム |  |  | 2月9日 シーザーズ・スーパードーム | 2月9日 シーザーズ・スーパードーム | 2月9日 シーザーズ・スーパードーム |
|  | 3                                                    | レイブンズ                                           | 28                                                   |                                                |                                  | 1月19日 ハイマーク・スタジアム   | 1月19日 ハイマーク・スタジアム   | 1月19日 ハイマーク・スタジアム |          |    | 1月26日 アローヘッド・スタジアム | 1月26日 アローヘッド・スタジアム | 1月26日 アローヘッド・スタジアム |  |  | 2月9日 シーザーズ・スーパードーム | 2月9日 シーザーズ・スーパードーム | 2月9日 シーザーズ・スーパードーム |
|  | 3                                                    | レイブンズ                                           | 28                                                   |                                                |                                  | 1月19日 ハイマーク・スタジアム   | 1月19日 ハイマーク・スタジアム   | 1月19日 ハイマーク・スタジアム |          |    | 1月26日 アローヘッド・スタジアム | 1月26日 アローヘッド・スタジアム | 1月26日 アローヘッド・スタジアム |  |  | 2月9日 シーザーズ・スーパードーム | 2月9日 シーザーズ・スーパードーム | 2月9日 シーザーズ・スーパードーム |
|  | 2025年1月12日 ハイマーク・スタジアム                 | 2025年1月12日 ハイマーク・スタジアム                 | 2025年1月12日 ハイマーク・スタジアム                 | 3                                              | レイブンズ                       | 25                               |                                  |                                |          |    | 1月26日 アローヘッド・スタジアム | 1月26日 アローヘッド・スタジアム | 1月26日 アローヘッド・スタジアム |  |  | 2月9日 シーザーズ・スーパードーム | 2月9日 シーザーズ・スーパードーム | 2月9日 シーザーズ・スーパードーム |
|  | 2025年1月12日 ハイマーク・スタジアム                 | 2025年1月12日 ハイマーク・スタジアム                 | 2025年1月12日 ハイマーク・スタジアム                 | 3                                              | レイブンズ                       | 25                               |                                  |                                |          |    | 1月26日 アローヘッド・スタジアム | 1月26日 アローヘッド・スタジアム | 1月26日 アローヘッド・スタジアム |  |  | 2月9日 シーザーズ・スーパードーム | 2月9日 シーザーズ・スーパードーム | 2月9日 シーザーズ・スーパードーム |
|  | 2025年1月12日 ハイマーク・スタジアム                 | 2025年1月12日 ハイマーク・スタジアム                 | 2025年1月12日 ハイマーク・スタジアム                 |                                                | 2                                | ビルズ                           | 27                               |                                |          |    | 1月26日 アローヘッド・スタジアム | 1月26日 アローヘッド・スタジアム | 1月26日 アローヘッド・スタジアム |  |  | 2月9日 シーザーズ・スーパードーム | 2月9日 シーザーズ・スーパードーム | 2月9日 シーザーズ・スーパードーム |
|  | 2025年1月12日 ハイマーク・スタジアム                 | 2025年1月12日 ハイマーク・スタジアム                 | 2025年1月12日 ハイマーク・スタジアム                 |                                                | 2                                | ビルズ                           | 27                               |                                |          |    | 1月26日 アローヘッド・スタジアム | 1月26日 アローヘッド・スタジアム | 1月26日 アローヘッド・スタジアム |  |  | 2月9日 シーザーズ・スーパードーム | 2月9日 シーザーズ・スーパードーム | 2月9日 シーザーズ・スーパードーム |
|  | 7                                                    | ブロンコス                                           | 7                                                    | AFC                                            | AFC                              | AFC                              |                                  |                                |          |    | 1月26日 アローヘッド・スタジアム | 1月26日 アローヘッド・スタジアム | 1月26日 アローヘッド・スタジアム |  |  | 2月9日 シーザーズ・スーパードーム | 2月9日 シーザーズ・スーパードーム | 2月9日 シーザーズ・スーパードーム |
|  | 7                                                    | ブロンコス                                           | 7                                                    | AFC                                            | AFC                              | AFC                              |                                  |                                |          |    | 1月26日 アローヘッド・スタジアム | 1月26日 アローヘッド・スタジアム | 1月26日 アローヘッド・スタジアム |  |  | 2月9日 シーザーズ・スーパードーム | 2月9日 シーザーズ・スーパードーム | 2月9日 シーザーズ・スーパードーム |
|  | 2                                                    | ビルズ                                               | 31                                                   |                                                | 1月18日 アローヘッド・スタジアム | 1月18日 アローヘッド・スタジアム | 1月18日 アローヘッド・スタジアム |                                |          |    | 1月26日 アローヘッド・スタジアム | 1月26日 アローヘッド・スタジアム | 1月26日 アローヘッド・スタジアム |  |  | 2月9日 シーザーズ・スーパードーム | 2月9日 シーザーズ・スーパードーム | 2月9日 シーザーズ・スーパードーム |
|  | 2                                                    | ビルズ                                               | 31                                                   |                                                | 1月18日 アローヘッド・スタジアム | 1月18日 アローヘッド・スタジアム | 1月18日 アローヘッド・スタジアム |                                |          |    | 1月26日 アローヘッド・スタジアム | 1月26日 アローヘッド・スタジアム | 1月26日 アローヘッド・スタジアム |  |  | 2月9日 シーザーズ・スーパードーム | 2月9日 シーザーズ・スーパードーム | 2月9日 シーザーズ・スーパードーム |
|  | 2025年1月11日 NRGスタジアム                          | 2025年1月11日 NRGスタジアム                          | 2025年1月11日 NRGスタジアム                          | 2                                              | 1月18日 アローヘッド・スタジアム | 1月18日 アローヘッド・スタジアム | 1月18日 アローヘッド・スタジアム | ビルズ                         | 29       |    |                                  |                                  |                                  |  |  | 2月9日 シーザーズ・スーパードーム | 2月9日 シーザーズ・スーパードーム | 2月9日 シーザーズ・スーパードーム |
|  | 2025年1月11日 NRGスタジアム                          | 2025年1月11日 NRGスタジアム                          | 2025年1月11日 NRGスタジアム                          | 2                                              | 1月18日 アローヘッド・スタジアム | 1月18日 アローヘッド・スタジアム | 1月18日 アローヘッド・スタジアム | ビルズ                         | 29       |    |                                  |                                  |                                  |  |  | 2月9日 シーザーズ・スーパードーム | 2月9日 シーザーズ・スーパードーム | 2月9日 シーザーズ・スーパードーム |
|  | 2025年1月11日 NRGスタジアム                          | 2025年1月11日 NRGスタジアム                          | 2025年1月11日 NRGスタジアム                          |                                                | 1月18日 アローヘッド・スタジアム | 1月18日 アローヘッド・スタジアム | 1月18日 アローヘッド・スタジアム | 1                              | チーフス | 32 |                                  |                                  |                                  |  |  | 2月9日 シーザーズ・スーパードーム | 2月9日 シーザーズ・スーパードーム | 2月9日 シーザーズ・スーパードーム |
|  | 2025年1月11日 NRGスタジアム                          | 2025年1月11日 NRGスタジアム                          | 2025年1月11日 NRGスタジアム                          |                                                | 1月18日 アローヘッド・スタジアム | 1月18日 アローヘッド・スタジアム | 1月18日 アローヘッド・スタジアム | 1                              | チーフス | 32 |                                  |                                  |                                  |  |  | 2月9日 シーザーズ・スーパードーム | 2月9日 シーザーズ・スーパードーム | 2月9日 シーザーズ・スーパードーム |
|  | 2025年1月11日 NRGスタジアム                          | 2025年1月11日 NRGスタジアム                          | 2025年1月11日 NRGスタジアム                          | AFCチャンピオンシップ                          | 1月18日 アローヘッド・スタジアム | 1月18日 アローヘッド・スタジアム | 1月18日 アローヘッド・スタジアム |                                |          |    |                                  |                                  |                                  |  |  | 2月9日 シーザーズ・スーパードーム | 2月9日 シーザーズ・スーパードーム | 2月9日 シーザーズ・スーパードーム |
|  | 2025年1月11日 NRGスタジアム                          | 2025年1月11日 NRGスタジアム                          | 2025年1月11日 NRGスタジアム                          |                                                | 1月18日 アローヘッド・スタジアム | 1月18日 アローヘッド・スタジアム | 1月18日 アローヘッド・スタジアム |                                |          |    |                                  |                                  |                                  |  |  | 2月9日 シーザーズ・スーパードーム | 2月9日 シーザーズ・スーパードーム | 2月9日 シーザーズ・スーパードーム |
|  | 2025年1月11日 NRGスタジアム                          | 2025年1月11日 NRGスタジアム                          | 2025年1月11日 NRGスタジアム                          | 1月26日 リンカーン・フィナンシャル・フィールド | 1月18日 アローヘッド・スタジアム | 1月18日 アローヘッド・スタジアム | 1月18日 アローヘッド・スタジアム |                                |          |    |                                  |                                  |                                  |  |  | 2月9日 シーザーズ・スーパードーム | 2月9日 シーザーズ・スーパードーム | 2月9日 シーザーズ・スーパードーム |
|  | 5                                                    | チャージャーズ                                       | 12                                                   |                                                | 1月18日 アローヘッド・スタジアム | 1月18日 アローヘッド・スタジアム | 1月18日 アローヘッド・スタジアム |                                |          |    |                                  |                                  |                                  |  |  | 2月9日 シーザーズ・スーパードーム | 2月9日 シーザーズ・スーパードーム | 2月9日 シーザーズ・スーパードーム |
|  | 5                                                    | チャージャーズ                                       | 12                                                   | 4                                              | テキサンズ                       | 14                               |                                  |                                |          |    |                                  |                                  |                                  |  |  | 2月9日 シーザーズ・スーパードーム | 2月9日 シーザーズ・スーパードーム | 2月9日 シーザーズ・スーパードーム |
|  | 4                                                    | テキサンズ                                           | 32                                                   | 4                                              | テキサンズ                       | 14                               |                                  |                                |          |    |                                  |                                  |                                  |  |  | 2月9日 シーザーズ・スーパードーム | 2月9日 シーザーズ・スーパードーム | 2月9日 シーザーズ・スーパードーム |
|  | 4                                                    | テキサンズ                                           | 32                                                   | 1                                              | チーフス                         | 23                               |                                  |                                |          |    |                                  |                                  |                                  |  |  | 2月9日 シーザーズ・スーパードーム | 2月9日 シーザーズ・スーパードーム | 2月9日 シーザーズ・スーパードーム |
|  | 2025年1月12日 レイモンド・ジェームス・スタジアム     |                                                      |                                                      | 1                                              | チーフス                         | 23                               |                                  |                                |          |    |                                  |                                  |                                  |  |  | 2月9日 シーザーズ・スーパードーム | 2月9日 シーザーズ・スーパードーム | 2月9日 シーザーズ・スーパードーム |
|  | 1月18日 フォード・フィールド                         |                                                      |                                                      |                                                |                                  |                                  |                                  |                                |          |    |                                  |                                  |                                  |  |  | 2月9日 シーザーズ・スーパードーム | 2月9日 シーザーズ・スーパードーム | 2月9日 シーザーズ・スーパードーム |
|  |                                                      |                                                      |                                                      |                                                |                                  |                                  |                                  |                                |          |    |                                  |                                  |                                  |  |  | 2月9日 シーザーズ・スーパードーム | 2月9日 シーザーズ・スーパードーム | 2月9日 シーザーズ・スーパードーム |
|  |                                                      |                                                      |                                                      |                                                |                                  |                                  |                                  |                                |          |    |                                  |                                  |                                  |  |  | 2月9日 シーザーズ・スーパードーム | 2月9日 シーザーズ・スーパードーム | 2月9日 シーザーズ・スーパードーム |
|  |                                                      |                                                      |                                                      |                                                |                                  |                                  |                                  |                                |          |    |                                  |                                  |                                  |  |  | 2月9日 シーザーズ・スーパードーム | 2月9日 シーザーズ・スーパードーム | 2月9日 シーザーズ・スーパードーム |
|  | A1                                                   | チーフス                                             | 22                                                   |                                                |                                  |                                  |                                  |                                |          |    |                                  |                                  |                                  |  |  |                                   |                                   |                                   |
|  | A1                                                   | チーフス                                             | 22                                                   |                                                |                                  |                                  |                                  |                                |          |    |                                  |                                  |                                  |  |  |                                   |                                   |                                   |
|  |                                                      | N2                                                   | イーグルス                                           | 40                                             |                                  |                                  |                                  |                                |          |    |                                  |                                  |                                  |  |  |                                   |                                   |                                   |
|  |                                                      | N2                                                   | イーグルス                                           | 40                                             |                                  |                                  |                                  |                                |          |    |                                  |                                  |                                  |  |  |                                   |                                   |                                   |
|  | 第59回スーパーボウル                                 |                                                      |                                                      |                                                |                                  |                                  |                                  |                                |          |    |                                  |                                  |                                  |  |  |                                   |                                   |                                   |
|  |                                                      |                                                      |                                                      |                                                |                                  |                                  |                                  |                                |          |    |                                  |                                  |                                  |  |  |                                   |                                   |                                   |
|  |                                                      |                                                      |                                                      |                                                |                                  |                                  |                                  |                                |          |    |                                  |                                  |                                  |  |  |                                   |                                   |                                   |
|  | 6                                                    | コマンダース                                         | 23                                                   |                                                |                                  |                                  |                                  |                                |          |    |                                  |                                  |                                  |  |  |                                   |                                   |                                   |
|  | 6                                                    | コマンダース                                         | 23                                                   | 6                                              | コマンダース                     | 45                               |                                  |                                |          |    |                                  |                                  |                                  |  |  |                                   |                                   |                                   |
|  | 3                                                    | バッカニアーズ                                       | 20                                                   | 6                                              | コマンダース                     | 45                               |                                  |                                |          |    |                                  |                                  |                                  |  |  |                                   |                                   |                                   |
|  | 3                                                    | バッカニアーズ                                       | 20                                                   | 1                                              | ライオンズ                       | 31                               |                                  |                                |          |    |                                  |                                  |                                  |  |  |                                   |                                   |                                   |
|  | 2025年1月13日 ステートファーム・スタジアム           |                                                      |                                                      | 1                                              | ライオンズ                       | 31                               |                                  |                                |          |    |                                  |                                  |                                  |  |  |                                   |                                   |                                   |
|  | NFC                                                  |                                                      |                                                      |                                                |                                  |                                  |                                  |                                |          |    |                                  |                                  |                                  |  |  |                                   |                                   |                                   |
|  |                                                      |                                                      |                                                      |                                                |                                  |                                  |                                  |                                |          |    |                                  |                                  |                                  |  |  |                                   |                                   |                                   |
|  | 1月19日 リンカーン・フィナンシャル・フィールド       |                                                      |                                                      |                                                |                                  |                                  |                                  |                                |          |    |                                  |                                  |                                  |  |  |                                   |                                   |                                   |
|  |                                                      |                                                      |                                                      |                                                |                                  |                                  |                                  |                                |          |    |                                  |                                  |                                  |  |  |                                   |                                   |                                   |
|  | 6                                                    | コマンダース                                         | 23                                                   |                                                |                                  |                                  |                                  |                                |          |    |                                  |                                  |                                  |  |  |                                   |                                   |                                   |
|  | 6                                                    | コマンダース                                         | 23                                                   |                                                |                                  |                                  |                                  |                                |          |    |                                  |                                  |                                  |  |  |                                   |                                   |                                   |
|  |                                                      | 2                                                    | イーグルス                                           | 55                                             |                                  |                                  |                                  |                                |          |    |                                  |                                  |                                  |  |  |                                   |                                   |                                   |
|  |                                                      | 2                                                    | イーグルス                                           | 55                                             |                                  |                                  |                                  |                                |          |    |                                  |                                  |                                  |  |  |                                   |                                   |                                   |
|  | 5                                                    | バイキングス                                         | 9                                                    | NFCチャンピオンシップ                          | NFCチャンピオンシップ            | NFCチャンピオンシップ            |                                  |                                |          |    |                                  |                                  |                                  |  |  |                                   |                                   |                                   |
|  | 5                                                    | バイキングス                                         | 9                                                    | NFCチャンピオンシップ                          | NFCチャンピオンシップ            | NFCチャンピオンシップ            |                                  |                                |          |    |                                  |                                  |                                  |  |  |                                   |                                   |                                   |
|  | 4                                                    | ラムズ                                               | 27                                                   |                                                |                                  |                                  |                                  |                                |          |    |                                  |                                  |                                  |  |  |                                   |                                   |                                   |
|  | 4                                                    | ラムズ                                               | 27                                                   |                                                |                                  |                                  |                                  |                                |          |    |                                  |                                  |                                  |  |  |                                   |                                   |                                   |
|  | 2025年1月12日 リンカーン・フィナンシャル・フィールド | 2025年1月12日 リンカーン・フィナンシャル・フィールド | 2025年1月12日 リンカーン・フィナンシャル・フィールド | 4                                              | ラムズ                           | 22                               |                                  |                                |          |    |                                  |                                  |                                  |  |  |                                   |                                   |                                   |
|  | 2025年1月12日 リンカーン・フィナンシャル・フィールド | 2025年1月12日 リンカーン・フィナンシャル・フィールド | 2025年1月12日 リンカーン・フィナンシャル・フィールド | 4                                              | ラムズ                           | 22                               |                                  |                                |          |    |                                  |                                  |                                  |  |  |                                   |                                   |                                   |
|  | 2025年1月12日 リンカーン・フィナンシャル・フィールド | 2025年1月12日 リンカーン・フィナンシャル・フィールド | 2025年1月12日 リンカーン・フィナンシャル・フィールド |                                                | 2                                | イーグルス                       | 28                               |                                |          |    |                                  |                                  |                                  |  |  |                                   |                                   |                                   |
|  | 2025年1月12日 リンカーン・フィナンシャル・フィールド | 2025年1月12日 リンカーン・フィナンシャル・フィールド | 2025年1月12日 リンカーン・フィナンシャル・フィールド |                                                | 2                                | イーグルス                       | 28                               |                                |          |    |                                  |                                  |                                  |  |  |                                   |                                   |                                   |
|  | 7                                                    | パッカーズ                                           | 10                                                   |                                                |                                  |                                  |                                  |                                |          |    |                                  |                                  |                                  |  |  |                                   |                                   |                                   |
|  | 7                                                    | パッカーズ                                           | 10                                                   |                                                |                                  |                                  |                                  |                                |          |    |                                  |                                  |                                  |  |  |                                   |                                   |                                   |
|  | 2                                                    | イーグルス                                           | 22                                                   |                                                |                                  |                                  |                                  |                                |          |    |                                  |                                  |                                  |  |  |                                   |                                   |                                   |
|  | 2                                                    | イーグルス                                           | 22                                                   |                                                |                                  |                                  |                                  |                                |          |    |                                  |                                  |                                  |  |  |                                   |                                   |                                   |

## 過去の成績

### 4地区制
- DEN:デンバー・ブロンコス、KC:カンザスシティ・チーフス、OAK→LV:オークランド・レイダース→ラスベガス・レイダース、SD→LAC:サンディエゴ・チャージャーズ→ロサンゼルス・チャージャーズ
- 数字：シード順
- v：スーパーボウル優勝
- s：スーパーボウル敗退
- c：カンファレンス決勝敗退
- d：ディビジョナルプレーオフ敗退
- w：ワイルドカードプレーオフ敗退
- 年表示の背景色が変わっている年はチームがスーパーボウルを制覇した年

| 年   | 地区優勝 | 地区優勝 | 地区優勝 | 地区優勝 | 2位     | 2位 | 2位 | 2位 | 3位     | 3位 | 3位 | 3位 | 4位    | 4位 | 4位 | 4位 |
| 年   | チーム   | 勝       | 負       | 分       | チーム  | 勝  | 負  | 分  | チーム  | 勝  | 負  | 分  | チーム | 勝  | 負  | 分  |
| ---- | -------- | -------- | -------- | -------- | ------- | --- | --- | --- | ------- | --- | --- | --- | ------ | --- | --- | --- |
| 2024 | KC (1s)  | 15       | 2        | 0        | LAC(5w) | 11  | 6   | 0   | DEN(7w) | 10  | 7   | 0   | LV     | 4   | 13  | 0   |
| 2023 | KC (3v)  | 11       | 6        | 0        | LV      | 8   | 9   | 0   | DEN     | 8   | 9   | 0   | LAC    | 5   | 12  | 0   |
| 2022 | KC (1v)  | 14       | 3        | 0        | LAC(5w) | 10  | 7   | 0   | LV      | 6   | 11  | 0   | DEN    | 5   | 12  | 0   |
| 2021 | KC (2c)  | 12       | 5        | 0        | LV (5w) | 10  | 7   | 0   | LAC     | 9   | 8   | 0   | DEN    | 7   | 10  | 0   |
| 2020 | KC (1s)  | 14       | 2        | 0        | LV      | 8   | 8   | 0   | LAC     | 7   | 9   | 0   | DEN    | 5   | 11  | 0   |
| 2019 | KC (2v)  | 12       | 4        | 0        | DEN     | 7   | 9   | 0   | OAK     | 7   | 9   | 0   | LAC    | 5   | 11  | 0   |
| 2018 | KC (1c)  | 12       | 4        | 0        | LAC(5d) | 12  | 4   | 0   | DEN     | 6   | 10  | 0   | OAK    | 4   | 12  | 0   |
| 2017 | KC (4w)  | 10       | 6        | 0        | LAC     | 9   | 7   | 0   | OAK     | 6   | 10  | 0   | DEN    | 5   | 11  | 0   |
| 2016 | KC (2d)  | 12       | 4        | 0        | OAK(5w) | 12  | 4   | 0   | DEN     | 9   | 7   | 0   | SD     | 5   | 11  | 0   |
| 2015 | DEN(1v)  | 12       | 4        | 0        | KC (5d) | 11  | 5   | 0   | OAK     | 7   | 9   | 0   | SD     | 4   | 12  | 0   |
| 2014 | DEN(2d)  | 12       | 4        | 0        | KC      | 9   | 7   | 0   | SD      | 9   | 7   | 0   | OAK    | 3   | 13  | 0   |
| 2013 | DEN(1s)  | 13       | 3        | 0        | KC (5w) | 11  | 5   | 0   | SD (6d) | 9   | 7   | 0   | OAK    | 4   | 12  | 0   |
| 2012 | DEN(1d)  | 13       | 3        | 0        | SD      | 7   | 9   | 0   | OAK     | 4   | 12  | 0   | KC     | 2   | 14  | 0   |
| 2011 | DEN(4d)  | 8        | 8        | 0        | SD      | 8   | 8   | 0   | OAK     | 8   | 8   | 0   | KC     | 7   | 9   | 0   |
| 2010 | KC (4w)  | 10       | 6        | 0        | SD      | 9   | 7   | 0   | OAK     | 8   | 8   | 0   | DEN    | 4   | 12  | 0   |
| 2009 | SD (2d)  | 13       | 3        | 0        | DEN     | 8   | 8   | 0   | OAK     | 5   | 11  | 0   | KC     | 4   | 12  | 0   |
| 2008 | SD (4d)  | 8        | 8        | 0        | DEN     | 8   | 8   | 0   | OAK     | 5   | 11  | 0   | KC     | 2   | 14  | 0   |
| 2007 | SD (3c)  | 11       | 5        | 0        | DEN     | 7   | 9   | 0   | KC      | 4   | 12  | 0   | OAK    | 4   | 12  | 0   |
| 2006 | SD (1d)  | 14       | 2        | 0        | KC (6w) | 9   | 7   | 0   | DEN     | 9   | 7   | 0   | OAK    | 2   | 14  | 0   |
| 2005 | DEN(2c)  | 13       | 3        | 0        | KC      | 10  | 6   | 0   | SD      | 9   | 7   | 0   | OAK    | 4   | 12  | 0   |
| 2004 | SD (4w)  | 12       | 4        | 0        | DEN(6w) | 10  | 6   | 0   | KC      | 7   | 9   | 0   | OAK    | 5   | 11  | 0   |
| 2003 | KC (2d)  | 13       | 3        | 0        | DEN(6w) | 10  | 6   | 0   | OAK     | 4   | 12  | 0   | SD     | 4   | 12  | 0   |
| 2002 | OAK(1s)  | 11       | 5        | 0        | DEN     | 9   | 7   | 0   | SD      | 8   | 8   | 0   | KC     | 8   | 8   | 0   |

### 3地区制
- DEN:デンバー・ブロンコス、KC:カンザスシティ・チーフス、RAI→OAK:ロサンゼルス・レイダース→オークランド・レイダース、SD:サンディエゴ・チャージャーズ、SEA:シアトル・シーホークス、TB:タンパベイ・バッカニアーズ
- 1982年シーズンはストライキの影響により、地区別成績ではなくカンファレンス上位8チームがプレイオフ進出するルールであったが、ここでは地区別に変換して表記する。
- 括弧内の数字はプレイオフ出場時のシード順（シード制導入前は表記なし）、文字はv：スーパーボウル優勝、s：スーパーボウル敗退・カンファレンス優勝、c：カンファレンス決勝敗退、d：ディビジョナルプレーオフ敗退、w：ワイルドカードプレイオフ敗退。1982年についてはd：2回戦敗退、w：1回戦敗退。

| 年   | 地区優勝 | 地区優勝 | 地区優勝 | 地区優勝 | 2位     | 2位 | 2位 | 2位 | 3位     | 3位 | 3位 | 3位 | 4位    | 4位 | 4位 | 4位 | 5位    | 5位 | 5位 | 5位 |
| 年   | チーム   | 勝       | 負       | 分       | チーム  | 勝  | 負  | 分  | チーム  | 勝  | 負  | 分  | チーム | 勝  | 負  | 分  | チーム | 勝  | 負  | 分  |
| ---- | -------- | -------- | -------- | -------- | ------- | --- | --- | --- | ------- | --- | --- | --- | ------ | --- | --- | --- | ------ | --- | --- | --- |
| 2001 | OAK(3d)  | 10       | 6        | 0        | SEA     | 9   | 7   | 0   | DEN     | 8   | 8   | 0   | KC     | 6   | 10  | 0   | SD     | 5   | 11  | 0   |
| 2000 | OAK(2c)  | 12       | 4        | 0        | DEN(5w) | 11  | 5   | 0   | KC      | 7   | 9   | 0   | SEA    | 6   | 10  | 0   | SD     | 1   | 15  | 0   |
| 1999 | SEA(3w)  | 9        | 7        | 0        | KC      | 9   | 7   | 0   | SD      | 8   | 8   | 0   | DEN    | 8   | 8   | 0   | OAK    | 6   | 10  | 0   |
| 1998 | DEN(1v)  | 14       | 2        | 0        | OAK     | 8   | 8   | 0   | SEA     | 8   | 8   | 0   | KC     | 7   | 9   | 0   | SD     | 5   | 11  | 0   |
| 1997 | KC(1d)   | 13       | 3        | 0        | DEN(4v) | 12  | 4   | 0   | SEA     | 8   | 8   | 0   | OAK    | 4   | 12  | 0   | SD     | 4   | 12  | 0   |
| 1996 | DEN(1d)  | 13       | 3        | 0        | KC      | 9   | 7   | 0   | SD      | 8   | 8   | 0   | OAK    | 7   | 9   | 0   | SEA    | 7   | 9   | 0   |
| 1995 | KC(1d)   | 13       | 3        | 0        | SD(4w)  | 9   | 7   | 0   | SEA     | 8   | 8   | 0   | DEN    | 8   | 8   | 0   | OAK    | 8   | 8   | 0   |
| 1994 | SD(2s)   | 11       | 5        | 0        | KC(6w)  | 9   | 7   | 0   | RAI     | 9   | 7   | 0   | DEN    | 7   | 9   | 0   | SEA    | 6   | 10  | 0   |
| 1993 | KC(3c)   | 11       | 5        | 0        | RAI(4d) | 10  | 6   | 0   | DEN(5w) | 9   | 7   | 0   | SD     | 8   | 8   | 0   | SEA    | 6   | 10  | 0   |
| 1992 | SD(3d)   | 11       | 5        | 0        | KC(6w)  | 10  | 6   | 0   | DEN     | 8   | 8   | 0   | RAI    | 7   | 9   | 0   | SEA    | 2   | 14  | 0   |
| 1991 | DEN(2c)  | 12       | 4        | 0        | KC(4d)  | 10  | 6   | 0   | RAI(5w) | 9   | 7   | 0   | SEA    | 7   | 9   | 0   | SD     | 4   | 12  | 0   |
| 1990 | RAI(2c)  | 12       | 4        | 0        | KC(5w)  | 11  | 5   | 0   | SEA     | 9   | 7   | 0   | SD     | 6   | 10  | 0   | DEN    | 5   | 11  | 0   |
| 1989 | DEN(1s)  | 11       | 5        | 0        | KC      | 8   | 7   | 1   | RAI     | 8   | 8   | 0   | SEA    | 7   | 9   | 0   | SD     | 6   | 10  | 0   |
| 1988 | SEA(3d)  | 9        | 7        | 0        | DEN     | 8   | 8   | 0   | RAI     | 7   | 9   | 0   | SD     | 6   | 10  | 0   | KC     | 4   | 11  | 1   |
| 1987 | DEN(1s)  | 10       | 4        | 1        | SEA(5w) | 9   | 6   | 0   | SD      | 8   | 7   | 0   | RAI    | 5   | 10  | 0   | KC     | 4   | 11  | 0   |
| 1986 | DEN(2s)  | 11       | 5        | 0        | KC(5w)  | 10  | 6   | 0   | SEA     | 10  | 6   | 0   | RAI    | 8   | 8   | 0   | SD     | 4   | 12  | 0   |
| 1985 | RAI(1d)  | 12       | 4        | 0        | DEN     | 11  | 5   | 0   | SEA     | 8   | 8   | 0   | SD     | 8   | 8   | 0   | KC     | 6   | 10  | 0   |
| 1984 | DEN(2d)  | 13       | 3        | 0        | SEA(4d) | 12  | 4   | 0   | RAI(5w) | 11  | 5   | 0   | KC     | 8   | 8   | 0   | SD     | 7   | 9   | 0   |
| 1983 | RAI(1v)  | 12       | 4        | 0        | SEA(4c) | 9   | 7   | 0   | DEN(5w) | 9   | 7   | 0   | SD     | 6   | 10  | 0   | KC     | 6   | 10  | 0   |
| 1982 | RAI(1d)  | 8        | 1        | 0        | SD(5d)  | 6   | 3   | 0   | SEA     | 4   | 5   | 0   | KC     | 3   | 6   | 0   | DEN    | 2   | 7   | 0   |
| 1981 | SD(3c)   | 10       | 6        | 0        | DEN     | 10  | 6   | 0   | KC      | 9   | 7   | 0   | OAK    | 7   | 9   | 0   | SEA    | 6   | 10  | 0   |
| 1980 | SD(1c)   | 11       | 5        | 0        | OAK(4v) | 11  | 5   | 0   | KC      | 8   | 8   | 0   | DEN    | 8   | 8   | 0   | SEA    | 4   | 12  | 0   |
| 1979 | SD(1d)   | 12       | 4        | 0        | DEN(5w) | 10  | 6   | 0   | SEA     | 9   | 7   | 0   | OAK    | 9   | 7   | 0   | KC     | 7   | 9   | 0   |
| 1978 | DEN(3d)  | 10       | 6        | 0        | OAK     | 9   | 7   | 0   | SEA     | 9   | 7   | 0   | SD     | 9   | 7   | 0   | KC     | 4   | 12  | 0   |
| 1977 | DEN(1s)  | 12       | 2        | 0        | OAK(4c) | 11  | 3   | 0   | SD      | 7   | 7   | 0   | SEA    | 5   | 9   | 0   | KC     | 2   | 12  | 0   |
| 1976 | OAK(1v)  | 13       | 1        | 0        | DEN     | 9   | 5   | 0   | SD      | 6   | 8   | 0   | KC     | 5   | 9   | 0   | TB     | 0   | 14  | 0   |
| 1975 | OAK(2c)  | 11       | 3        | 0        | DEN     | 6   | 8   | 0   | KC      | 5   | 9   | 0   | SD     | 2   | 12  | 0   |        |     |     |     |
| 1974 | OAK(c)   | 12       | 2        | 0        | DEN     | 7   | 6   | 1   | KC      | 5   | 9   | 0   | SD     | 5   | 9   | 0   |        |     |     |     |
| 1973 | OAK(c)   | 9        | 4        | 1        | KC      | 7   | 5   | 2   | DEN     | 7   | 5   | 2   | SD     | 2   | 11  | 1   |        |     |     |     |
| 1972 | OAK(d)   | 10       | 3        | 0        | KC      | 8   | 6   | 0   | DEN     | 5   | 9   | 0   | SD     | 4   | 9   | 1   |        |     |     |     |
| 1971 | KC(d)    | 10       | 3        | 1        | OAK     | 8   | 4   | 2   | SD      | 6   | 8   | 0   | DEN    | 4   | 9   | 1   |        |     |     |     |
| 1970 | OAK(c)   | 8        | 4        | 2        | KC      | 7   | 5   | 2   | SD      | 5   | 6   | 3   | DEN    | 5   | 8   | 1   |        |     |     |     |

### AFL西地区
- DEN:デンバー・ブロンコス、DAL→KC:ダラス・テキサンズ→カンザスシティ・チーフス、OAK:オークランド・レイダース、LA→SD:ロサンゼルス・チャージャーズ→サンディエゴ・チャージャーズ、CIN:シンシナティ・ベンガルズ
- 括弧内の文字はV：スーパーボウル（AFL-NFLワールドチャンピオンシップゲーム）優勝、s：スーパーボウル敗退・AFL優勝、a：AFL決勝敗退、d：ディビジョナルプレイオフ敗退、v：AFL優勝（AFL-NFLワールドチャンピオンシップゲーム設立前）

| 年                 | 地区優勝 | 地区優勝 | 地区優勝 | 地区優勝 | 2位    | 2位 | 2位 | 2位 | 3位    | 3位 | 3位 | 3位 | 4位    | 4位 | 4位 | 4位 | 5位    | 5位 | 5位 | 5位 |
| 年                 | チーム   | 勝       | 負       | 分       | チーム | 勝  | 負  | 分  | チーム | 勝  | 負  | 分  | チーム | 勝  | 負  | 分  | チーム | 勝  | 負  | 分  |
| ------------------ | -------- | -------- | -------- | -------- | ------ | --- | --- | --- | ------ | --- | --- | --- | ------ | --- | --- | --- | ------ | --- | --- | --- |
| 1969               | OAK(a)   | 12       | 1        | 1        | KC(V)  | 11  | 3   | 0   | SD     | 8   | 6   | 0   | DEN    | 5   | 8   | 1   | CIN    | 4   | 9   | 1   |
| 1968               | OAK(a)   | 12       | 2        | 0        | KC     | 12  | 2   | 0   | SD     | 9   | 5   | 0   | DEN    | 5   | 9   | 0   | CIN    | 3   | 11  | 0   |
| 1967               | OAK(s)   | 13       | 3        | 0        | KC     | 9   | 5   | 0   | SD     | 8   | 5   | 1   | DEN    | 3   | 11  | 0   |        |     |     |     |
| 1966               | KC(s)    | 11       | 2        | 0        | OAK    | 8   | 5   | 1   | SD     | 7   | 6   | 1   | DEN    | 4   | 10  | 0   |        |     |     |     |
| スーパーボウル開始 |          |          |          |          |        |     |     |     |        |     |     |     |        |     |     |     |        |     |     |     |
| 1965               | SD(a)    | 9        | 2        | 3        | OAK    | 8   | 5   | 1   | KC     | 7   | 5   | 2   | DEN    | 4   | 10  | 0   |        |     |     |     |
| 1964               | SD(a)    | 8        | 5        | 1        | KC     | 7   | 7   | 0   | OAK    | 5   | 7   | 2   | DEN    | 2   | 11  | 1   |        |     |     |     |
| 1963               | SD(v)    | 11       | 3        | 0        | OAK    | 10  | 4   | 0   | KC     | 5   | 7   | 2   | DEN    | 2   | 11  | 1   |        |     |     |     |
| 1962               | DAL(v)   | 11       | 3        | 0        | DEN    | 7   | 7   | 0   | SD     | 4   | 10  | 0   | OAK    | 1   | 13  | 0   |        |     |     |     |
| 1961               | SD(a)    | 12       | 2        | 0        | DAL    | 6   | 8   | 0   | DEN    | 3   | 11  | 0   | OAK    | 2   | 12  | 0   |        |     |     |     |
| 1960               | LA(a)    | 10       | 4        | 0        | DAL    | 8   | 6   | 0   | OAK    | 6   | 8   | 0   | DEN    | 4   | 9   | 1   |        |     |     |     |

## 主な選手

### 永久欠番
| ラスベガス・レイダース 永久欠番一覧                               |      |      |            |          |
| 背番号                                                            | 名前 | 名前 | ポジション | 在籍期間 |
| なし （レイダースは過去の選手の背番号を永久欠番にすることはない） |      |      |            |          |

### プロフットボール殿堂

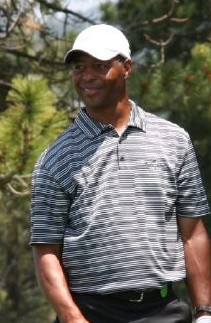
マーカス・アレン
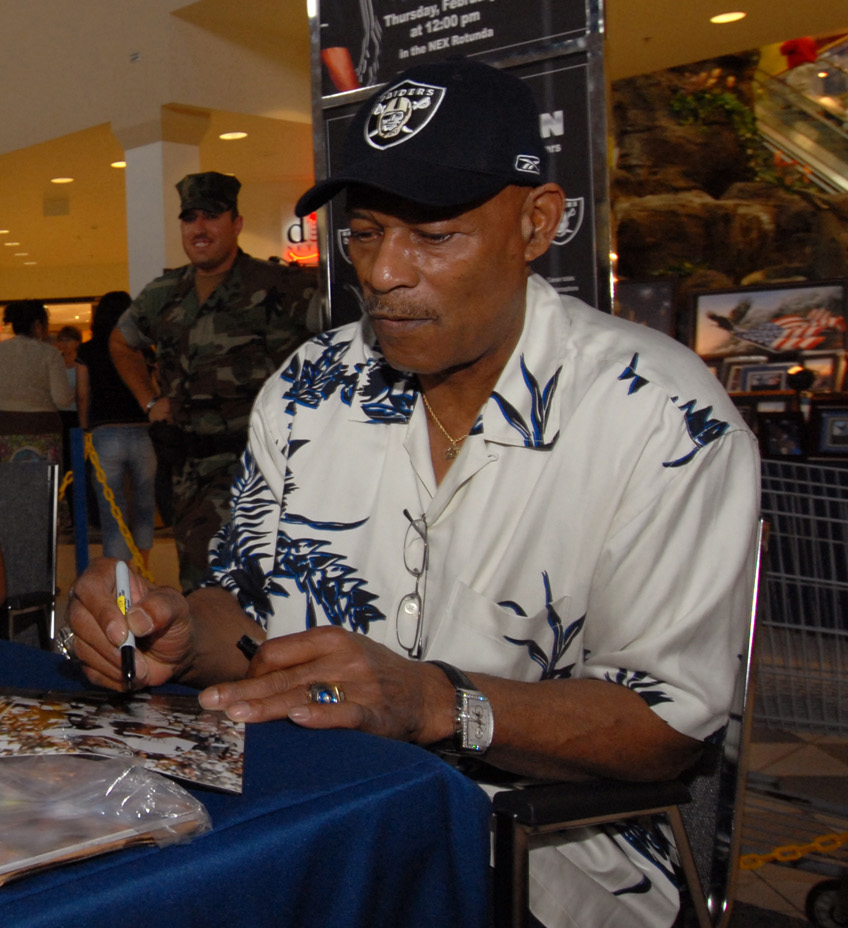
ウィリー・ブラウン
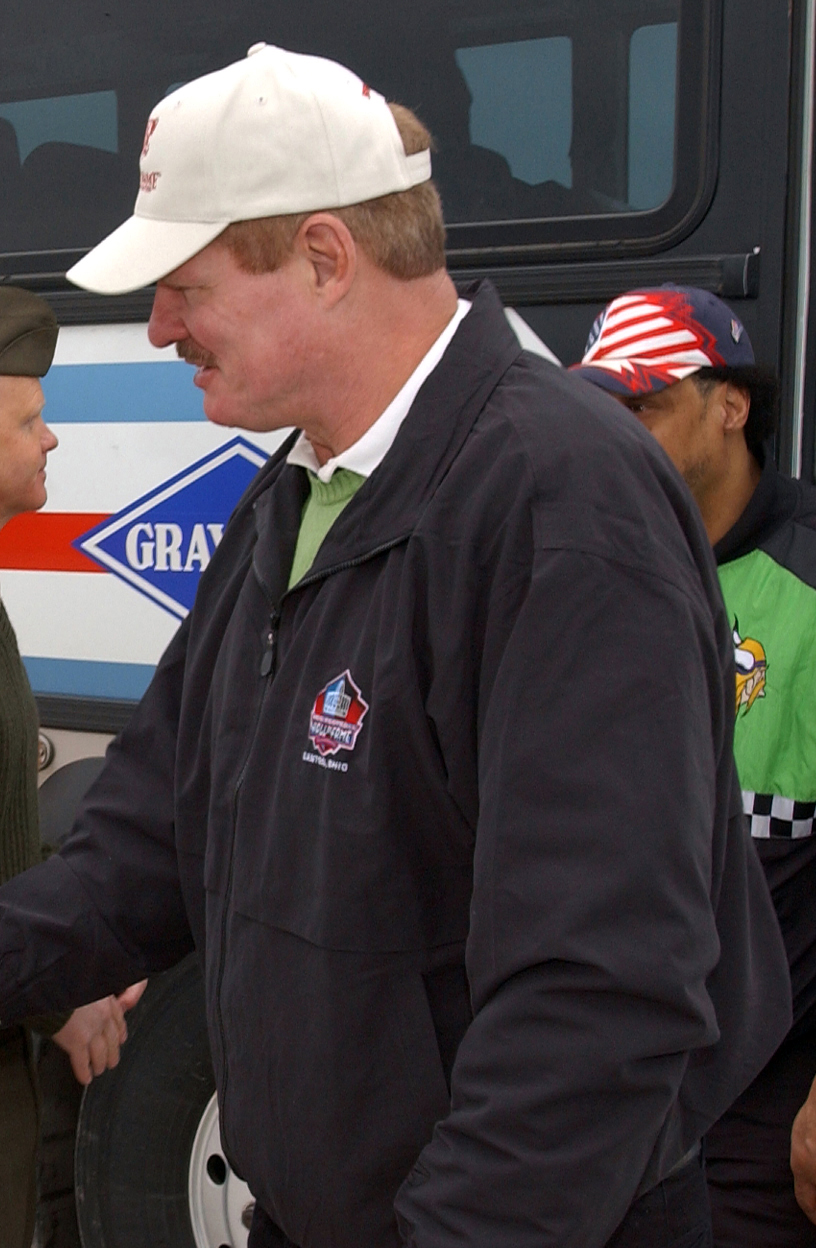
テッド・ヘンドリクス
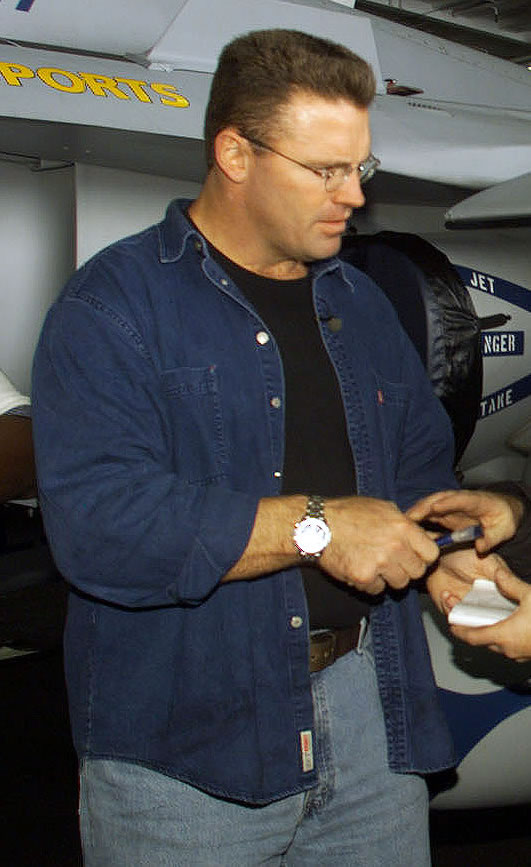
ハウィー・ロング
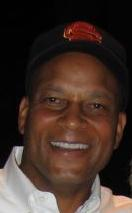
ロニー・ロット
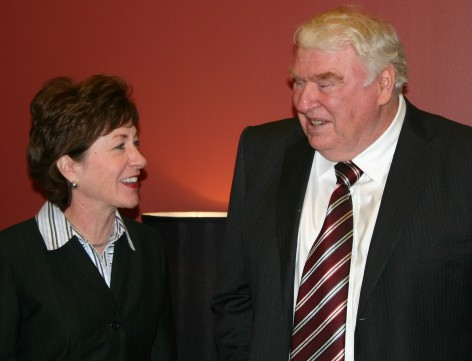
ジョン・マッデン（右）

| プロフットボール殿堂入りメンバー一覧 |                          |                  |                                 |                     |        |
| 選手                                 |                          |                  |                                 |                     |        |
| 背番号                               | 名前                     | 名前             | ポジション                      | 在籍期間            | 選出年 |
| 77                                   | ロン・ミックス           | Ron Mix          | OT                              | 1971                | 1979   |
| 00                                   | ジム・オットー           | Jim Otto         | C                               | 1960–1974           | 1980   |
| 16                                   | ジョージ・ブランダ       | George Blanda    | QB, K                           | 1967–1975           | 1981   |
| 24                                   | ウィリー・ブラウン       | Willie Brown     | CB                              | 1967–1978           | 1984   |
| 63                                   | ジーン・アップショー     | Gene Upshaw      | G                               | 1967–1981           | 1987   |
| 14, 25                               | フレッド・ビレトニコフ   | Fred Biletnikoff | WR                              | 1965–1978           | 1988   |
| 78                                   | アート・シェル           | Art Shell        | OT                              | 1968–1982           | 1989   |
| 83                                   | テッド・ヘンドリクス     | Ted Hendricks    | LB                              | 1975–1983           | 1990   |
| 22                                   | マイク・ヘインズ         | Mike Haynes      | CB                              | 1983–1989           | 1997   |
| 29                                   | エリック・ディッカーソン | Eric Dickerson   | RB                              | 1992                | 1999   |
| 75                                   | ハウィー・ロング         | Howie Long       | DE                              | 1981–1993           | 2000   |
| 42                                   | ロニー・ロット           | Ronnie Lott      | S                               | 1991–1992           | 2000   |
| 87                                   | デーブ・キャスパー       | Dave Casper      | TE                              | 1974–1980, 1984     | 2002   |
| 32                                   | マーカス・アレン         | Marcus Allen     | RB                              | 1982–1992           | 2003   |
| 80                                   | ジェームス・ロフトン     | James Lofton     | WR                              | 1987–1988           | 2003   |
| 76                                   | ボブ・ブラウン           | Bob Brown        | OT                              | 1971–1973           | 2004   |
| 26                                   | ロッド・ウッドソン       | Rod Woodson      | S                               | 2002–2003           | 2009   |
| 80                                   | ジェリー・ライス         | Jerry Rice       | WR                              | 2001–2004           | 2010   |
| 99                                   | ウォーレン・サップ       | Warren Sapp      | DT                              | 2004–2007           | 2013   |
| 8                                    | レイ・ガイ               | Ray Guy          | P                               | 1973–1986           | 2014   |
| 81                                   | ティム・ブラウン         | Tim Brown        | WR                              | 1988–2003           | 2015   |
| 12                                   | ケン・ステイブラー       | Ken Stabler      | QB                              | 1970–1979           | 2016   |
| 18                                   | ランディ・モス           | Randy Moss       | WR                              | 2005–2006           | 2018   |
| 24                                   | チャールズ・ウッドソン   | Charles Woodson  | CB                              | 1998–2005 2013–2015 | 2021   |
| コーチ・エグゼクティブ               |                          |                  |                                 |                     |        |
| 名前                                 | 名前                     | 名前             | 役職                            | 在籍期間            | 選出年 |
| アル・デービス                       | アル・デービス           | Al Davis         | コーチ オーナー コミッショナー  | 1963–2011           | 1992   |
| ジョン・マッデン                     | ジョン・マッデン         | John Madden      | ヘッドコーチ                    | 1969–1978           | 2006   |
| ロン・ウルフ                         | ロン・ウルフ             | Ron Wolf         | スカウト                        | 1963–1974 1979–1989 | 2015   |
| 15                                   | トム・フローレス         | Tom Flores       | アシスタントコーチ ヘッドコーチ | 1972–1987           | 2021   |

- マーカス・アレン
- ウィリー・ブラウン
- テッド・ヘンドリクス
- ハウィー・ロング
- ロニー・ロット
- ジョン・マッデン（右）

## 歴代ヘッドコーチ
- エディー・アーデラッツ (1960-61)
- マーティー・フェルドマン (1961-62)
- レッド・コンクライト (暫定) (1962)
- アル・デービス (1963-65)
- ジョン・ラウチ (1966-68)
- ジョン・マッデン (1969-78)
- トム・フローレス (1979-87)
- マイク・シャナハン (1988-89)
- アート・シェル (1989-94)
- マイク・ホワイト (1995-96)
- ジョー・ビューゲル (1997)
- ジョン・グルーデン (1998-2001)
- ビル・キャラハン (2002-2003)
- ノーブ・ターナー (2004-2005)
- アート・シェル (2006)
- レーン・キフィン（2007-2008)
- トム・ケーブル (2008-2010)
- ヒュー・ジャクソン (2011)
- デニス・アレン (2012-2014)
- トニー・スパラノ (暫定) (2014)
- ジャック・デルリオ (2015-2017)
- ジョン・グルーデン (2018-2021)
- リッチ・ビサッチア (暫定) (2021)
- ジョシュ・マクダニエルズ　(2022-2023)
- アントニオ・ピアース  (2023-2024)
- ピート・キャロル (2025-)

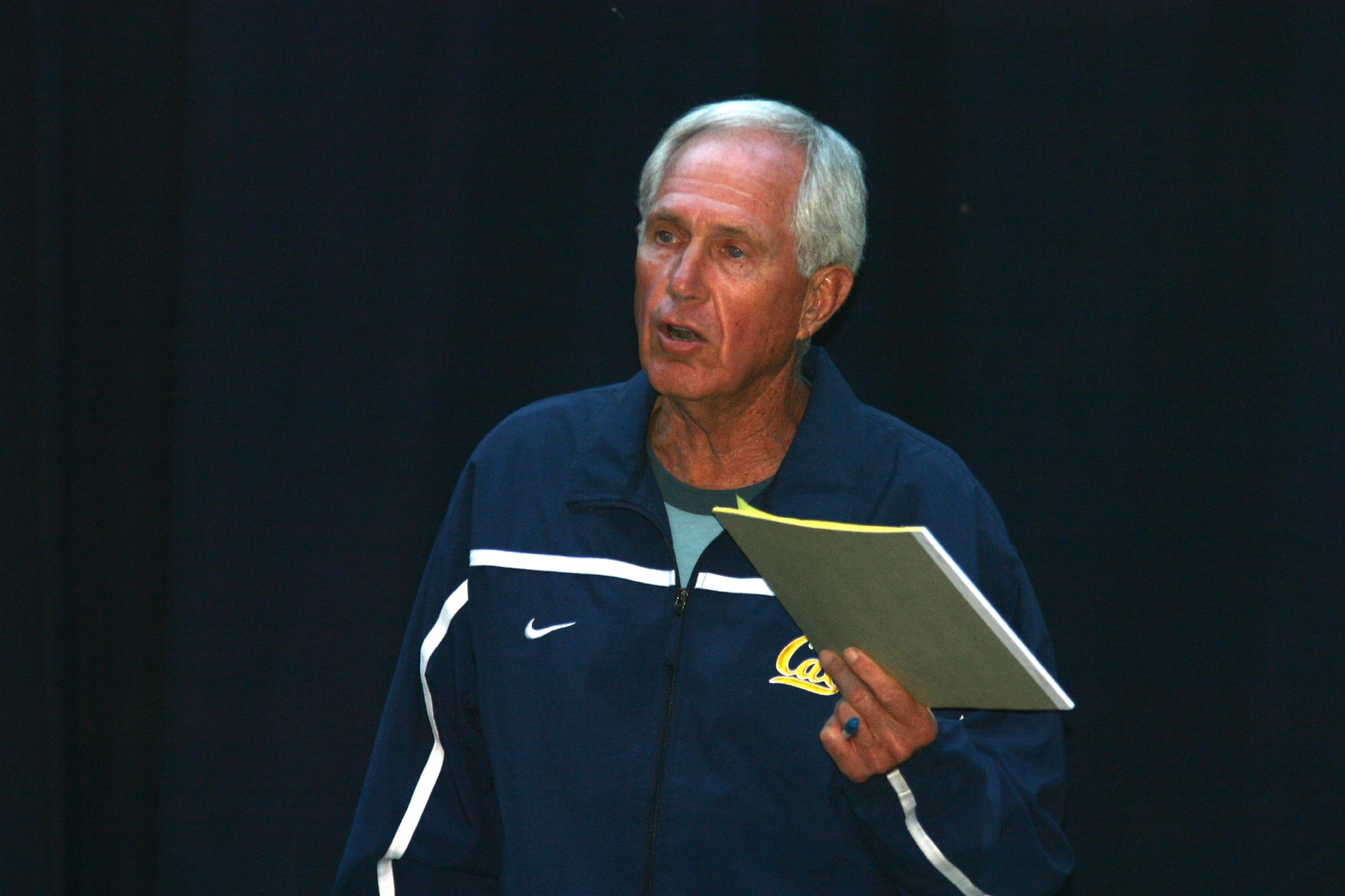
マイク・ホワイト
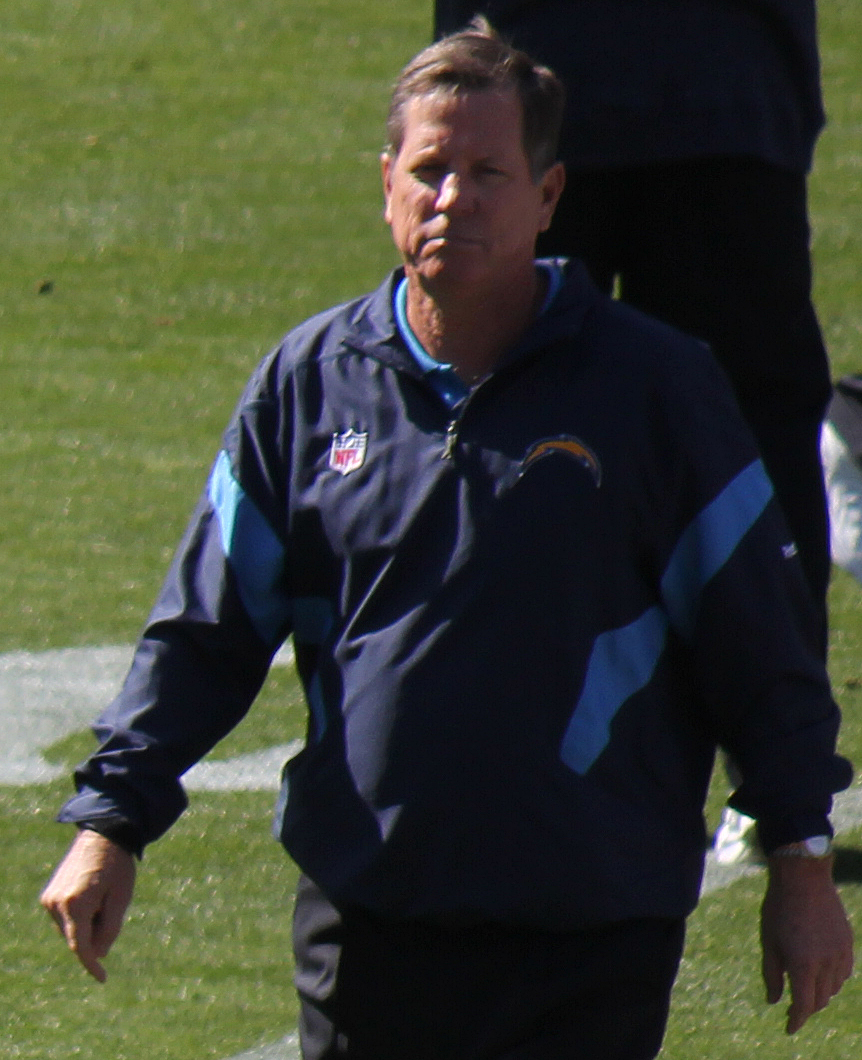
ノーブ・ターナー
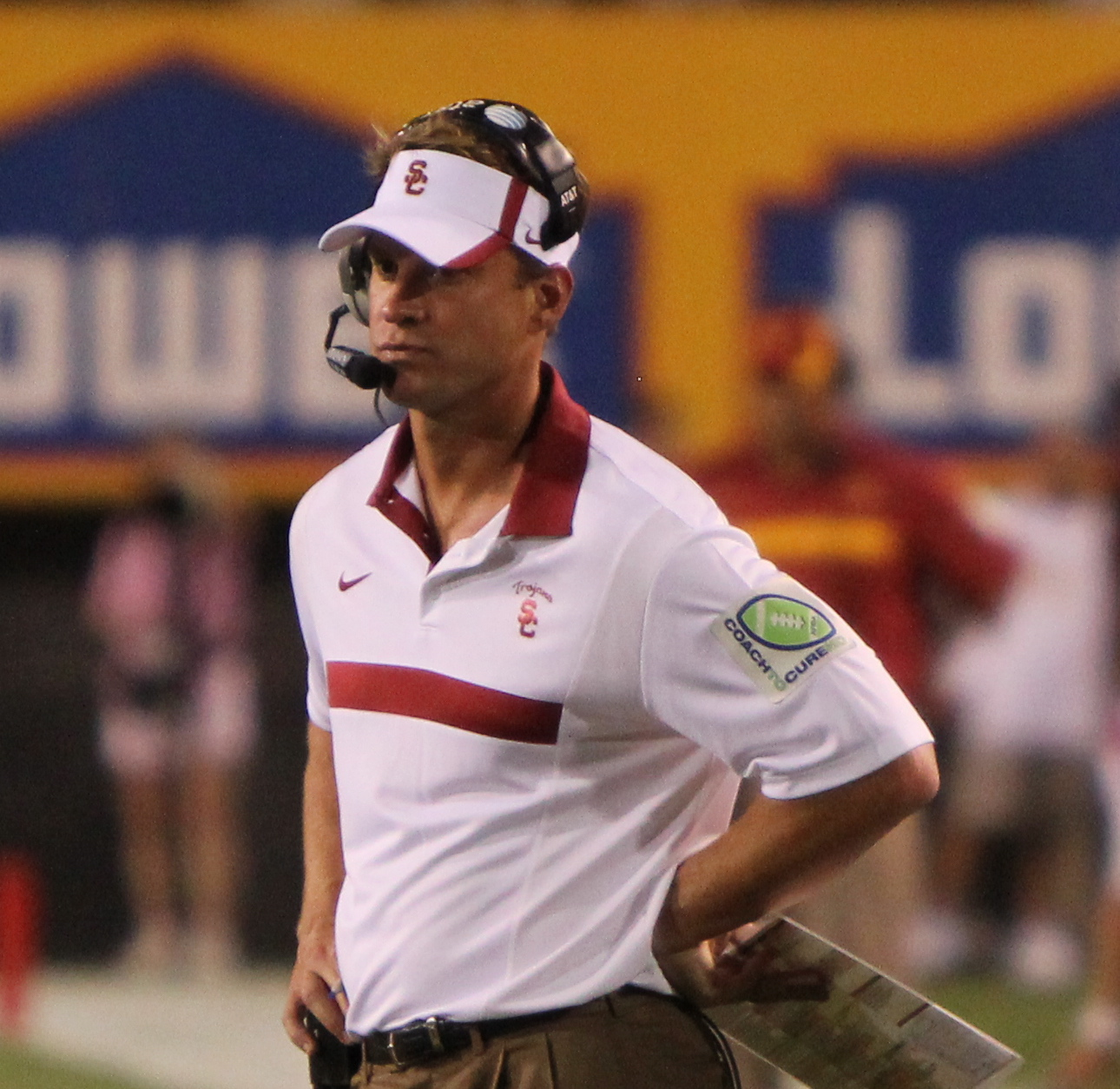
レーン・キフィン
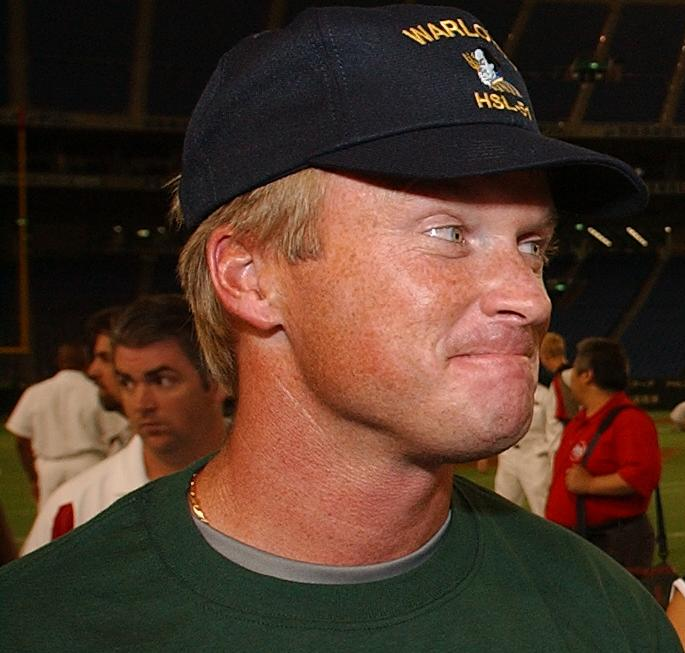
ジョン・グルーデン
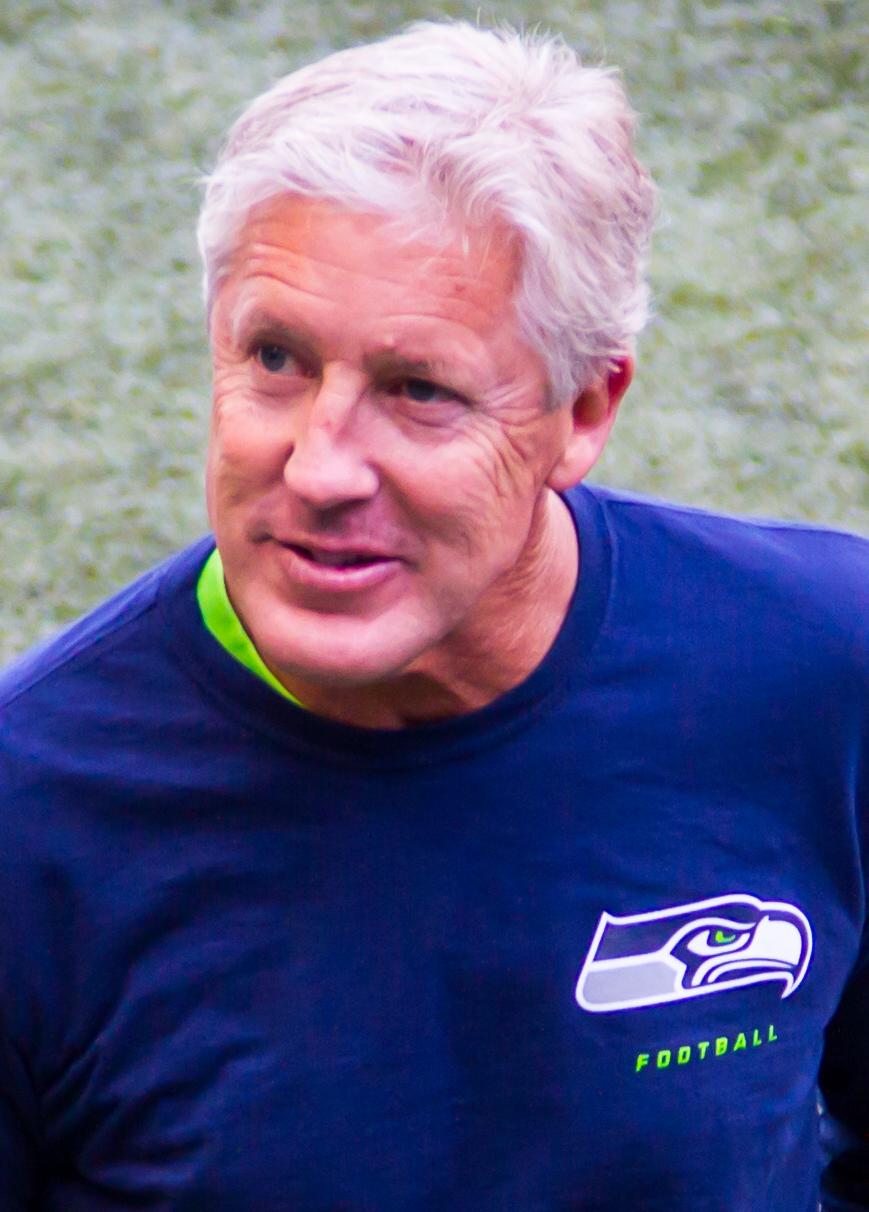
ピート・キャロル

## ギャラリー

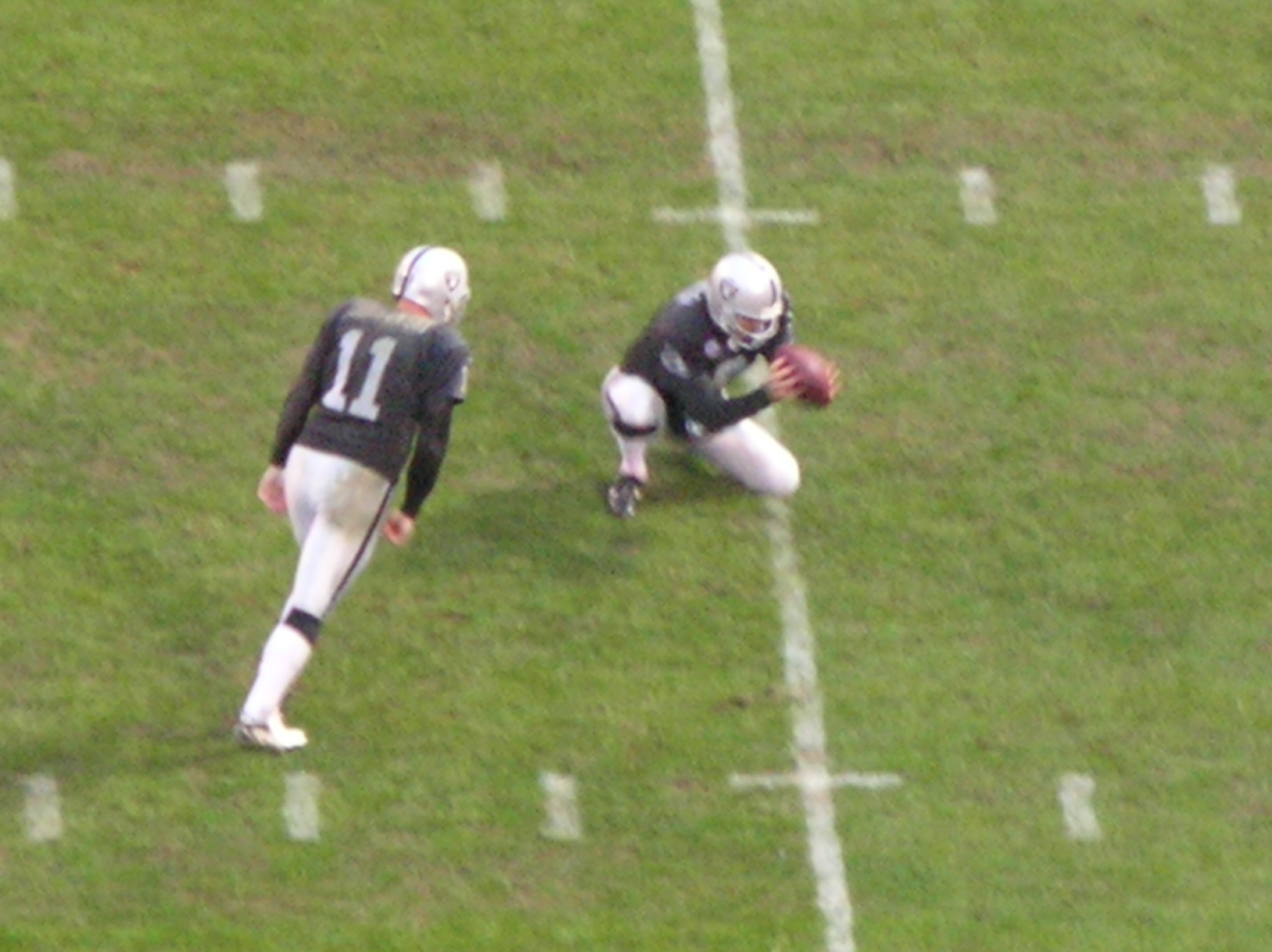
FGを狙うセバスチャン・ジャニコウスキー